# Megalosaurus
Megalosaurus is een geslacht van uitgestorven vleesetende theropode dinosauriërs, behorend tot de groep van de Tetanurae, dat tijdens het Laat-Jura, ongeveer 165 miljoen jaar geleden, leefde in het gebied van het huidige Engeland.
Op vogels na, was Megalosaurus de eerste dinosauriër die benoemd werd. Het geslacht kreeg in 1824 zijn naam, die 'enorme hagedis' betekent. Een nu nog geldige typesoort, Megalosaurus bucklandii, werd pas in 1827 benoemd. In 1842 was Megalosaurus een van de drie geslachten die door Richard Owen ondergebracht werden in de voor het eerst als een aparte groep reptielen onderscheiden Dinosauria. Omdat hij de eerste onderkende vleesetende dinosauriër was, werd het een gewoonte allerlei losse tanden en botten van theropoden als een soort van Megalosaurus te benoemen. Zo kreeg het geslacht meer soorten dan enig andere uitgestorven dinosauriër, ruim een vijftigtal. Tegenwoordig wordt begrepen dat die eigenlijk niets met de echte Megalosaurus van doen hebben, en dat er maar één geldige soort is: de oorspronkelijke Megalosaurus bucklandii. Van M. bucklandii is nooit een heel skelet gevonden zodat er nog veel onduidelijk is over de bouw van het dier.
De eerste geleerden die Megalosaurus onderzochten, begrepen niet goed hoe hij eruitzag. Ze dachten dat het ging om een gigantische hagedis van twintig meter lengte. In 1842 besefte Owen dat Megalosaurus niet langer was dan negen meter en recht op zijn poten stond. Hij zag het dier echter nog wel als een viervoeter. Door vergelijking met zijn nauwe verwanten, de Megalosauridae, hebben de huidige wetenschappers een veel beter beeld gekregen. Megalosaurus werd ongeveer zeven meter lang en anderhalve ton zwaar. Hij liep op twee achterpoten, waarbij zijn horizontale romp in evenwicht gehouden werd door een recht gehouden staart. Zijn voorpoten waren kort maar stevig. Hij had een grote kop met lange dolkvormige tanden. Net als zijn zustersoort, de Amerikaanse Torvosaurus, was Megalosaurus erg zwaar gebouwd en gespierd.

## Vondst en naamgeving

### Scrotum humanum
Het geslacht Megalosaurus wordt vaak in verband gebracht met wat in veel populair-wetenschappelijke boeken als de eerste dinosauriërnaam genoemd wordt. In 1677 beschreef professor Robert Plot in zijn Natural History of Oxford-shire de onderkant van een fossiel dijbeen, in de omgeving van Oxford in een steengroeve opgedolven, bij het dorpje Cornwell nabij Chipping Norton. Plot kreeg het geschenk van Sir Thomas Pennyson. Plot zelf gaf aan de vondst geen naam; hij dacht eerst dat het bot aan een Romeinse krijgsolifant toebehoord had en later dat het van een reus stamde. Tegenwoordig is het specimen verloren gegaan, maar in 1763 werd Plots originele gravure nog eens afgebeeld door Richard Brookes in zijn Natural History of Waters, Earths, Stones, Fossils, and Minerals With their Virtues, Properties and Medicinal Uses en omschreven als een versteend Scrotum Humanum, een 'menselijke balzak'. Brooks deed dat niet omdat hij meende dat het echt om versteende testikels ging; het was indertijd de gewoonte om dergelijke curiosa of 'spelingen der natuur' te omschrijven als het object waarmee ze de meeste gelijkenis vertoonden. Ook bedoelde hij de naam niet als een formele biologische soortnaam; wel paste hij net als Linnaeus zelf diens classificatiemethode ook op geologische objecten toe.

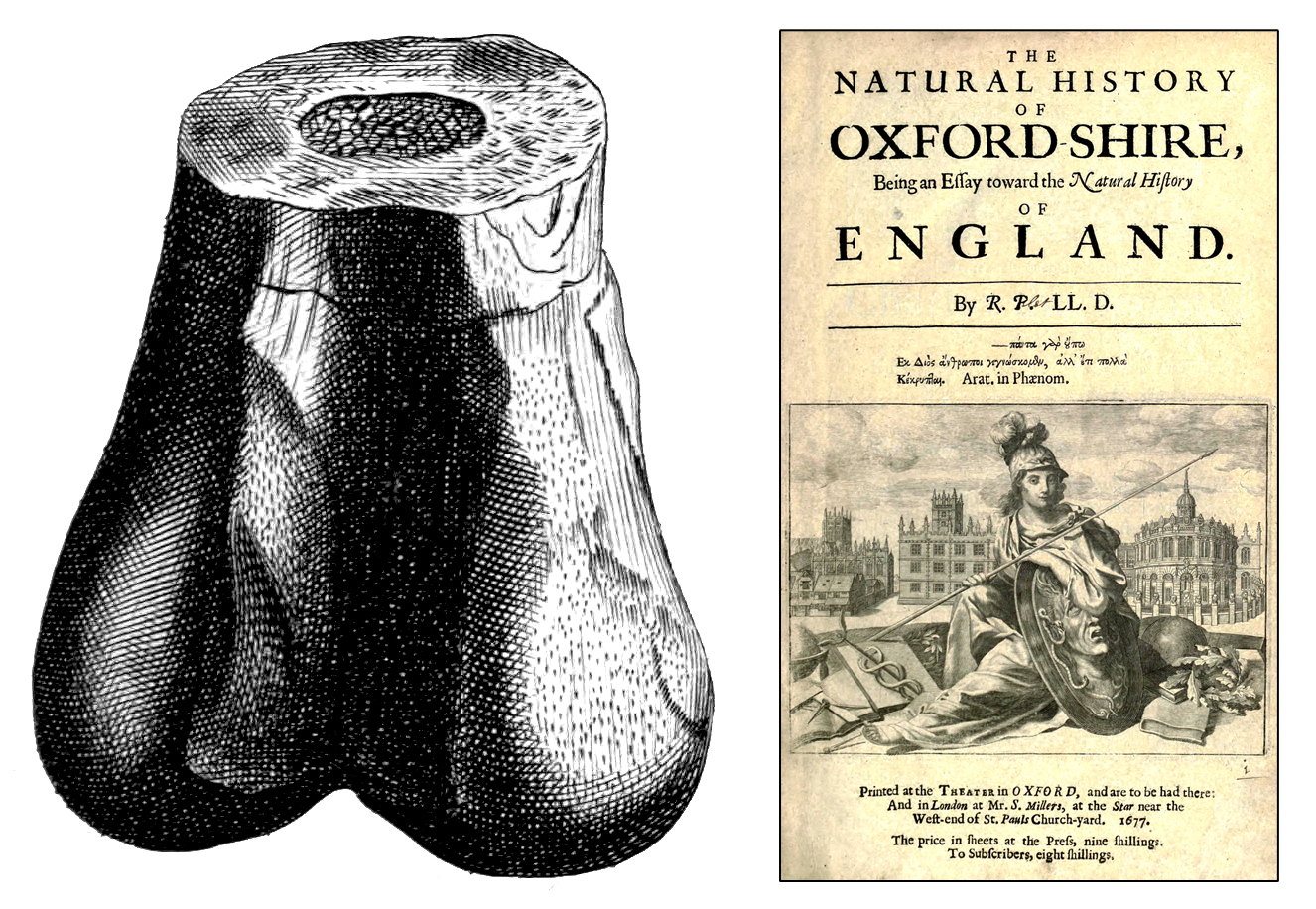
Het allereerste, later Scrotum Humanum genoemde, beschreven dinosauriërfossiel was wellicht ook van Megalosaurus

In 1970 stelde de paleontoloog Lambert Beverly Halstead echter dat de omschrijving toch als een in principe geldige soortnaam beschouwd moest worden daar zij na het eerste werk van Linnaeus gepubliceerd was en diens naamgevingsmethode imiteerde. Dat Brooks het object allereerst als een steen zag en Scrotum Humanum slechts in een bijschrift van een afbeelding voorkwam, achtte hij irrelevant. Slechts het feit dat de naam daarna vergeten was, zou haar tot een nomen oblitum maken die geen prioriteit had ten opzichte van Megalosaurus — Halstead achtte het vrijwel zeker dat het bot tot dat geslacht behoorde. Begin jaren negentig deed hij zelfs een poging officieel een verzoek in te dienen bij het ICZN teneinde Megalosaurus tot een nomen protectum te verklaren, die na zijn dood in 1991 voortgezet werd door wetenschapshistoricus William Sarjeant. Halstead noch Sarjeant namen de affaire erg serieus en dat deed het ICZN ook niet dat de zaak niet-ontvankelijk verklaarde. Daarbij werd erop gewezen dat er hoe dan ook geen direct verband te leggen was tussen Megalosaurus en het fossiel.

### Buckland benoemtMegalosaurus
Megalosaurus was in 1824 de eerste dinosauriër uit het Mesozoïcum die geldig benoemd werd. Vondsten van zulke dinosauriërs waren er al veel eerder gedaan, maar het materiaal was altijd fragmentarisch geweest en leidde niet meteen tot een formele naamgeving. Megalosaurus wordt ook vaak aangeduid als de eerst beschreven Mesozoïsche dinosauriër. Een formele beschrijving van fossiele resten staat echter niet gelijk aan een benoeming. In feite werd Streptospondylus in 1808/1810 als eerste dinosauriër beschreven door Georges Cuvier; dit werd pas ontdekt in 2001, toen bij een herbeschrijving bleek dat de vrij schamele resten aan een dinosauriër toebehoorden en niet aan een krokodilachtige, zoals Cuvier gedacht had. Benoemd werd Streptospondylus pas in 1832. Een andere kandidaat voor de titel 'eerste dinosauriër' is Iguanodon. Deze werd in 1809 wellicht eerder ontdekt dan Megalosaurus en in 1822 eerder beschreven, maar in 1825 een jaar later benoemd — dus wel zeven jaar eerder dan Streptospondylus.

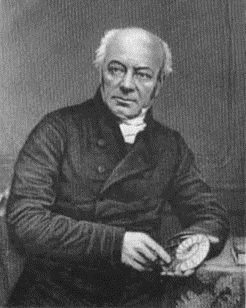
William Buckland gaf Megalosaurus zijn naam

In 1815 meldde de geoloog John Kidd de vondst van beenderen van grote viervoeters in een steengroeve in Stonesfield bij Oxford. De groeve werd al eeuwen gebruikt om groene kalksteen voor dakplaten te delven. De blokken werden in de winter buiten gelegd zodat de vorst fraaie vlakke tegels kon afsplijten. Aanwezige fossielen werden zo vrij eenvoudig gevonden. Een gedeelte van het materiaal kwam kennelijk kort daarna in handen van dominee William Buckland. Al voor 1814 had student Philip Barker Webb van de steenwerker George Griffin een heiligbeen aangekocht. In 1817 toonde verzamelaar Henry Warburton een tweede heiligbeen dat uiteindelijk in het bezit van Buckland zou overgaan. In juni 1818 bracht Cuvier een bezoek aan Buckland en meldde later dat de fossielen toen al een paar jaar in diens bezit waren. Het ging om wat losse tanden en een stuk onderkaak met één tand erin. Een alternatieve interpretatie werd in 1925 gegeven door de wetenschapshistoricus Robert William Theodor Gunther die concludeerde dat de kaak dezelfde was als een specimen dat al in oktober 1797 voor 10s.6d. verworven was door Christopher Pegge voor de collectie van de Anatomy School, deel van het Christ Church College. In dat geval moet het exemplaar beschadigd zijn geraakt want dat werd omschreven als hebbende nog twee tanden. Zelfs als de kaak een eerdere vondst was, is het zeker dat Buckland ook uit de groeve van Stonesfield fossielen aankocht want zijn latere verslagen vermelden een groot aantal aanvullende beenderen. Buckland bestudeerde de vondsten samen met zijn vriend William Conybeare. Die laatste verwees er in 1821 in een publicatie zijdelings naar als de Huge Lizard, de 'Enorme Hagedis'. Vermoedelijk waren beide mannen in 1822 al van plan de vorm Megalosaurus te dopen in een gezamenlijk artikel waarvan de informatie opgenomen kon worden in Cuviers gezaghebbende Ossemens. Die had al aangegeven dat geen enkele vorm, naast het in de achttiende eeuw bij Maastricht gevonden fossiel, het meer verdiende om 'reusachtige hagedis' genoemd te worden; Buckland zou de andere kandidaat in 1822 de naam Mosasaurus geven. De publicatie van het artikel ging niet meteen door, maar de naam Megalosaurus wordt dat jaar vermeld door James Parkinson, samen met een illustratie van een van de tanden. Meestal wordt aangenomen dat die illustratie geen voldoende beschrijving opleverde zodat de naam voorlopig een nomen nudum bleef. Parkinson gaf, ongetwijfeld op gezag van Buckland, aan dat een beschrijving aanstaande was en verklapte reeds dat het dier veertig voet lang was en acht voet hoog.

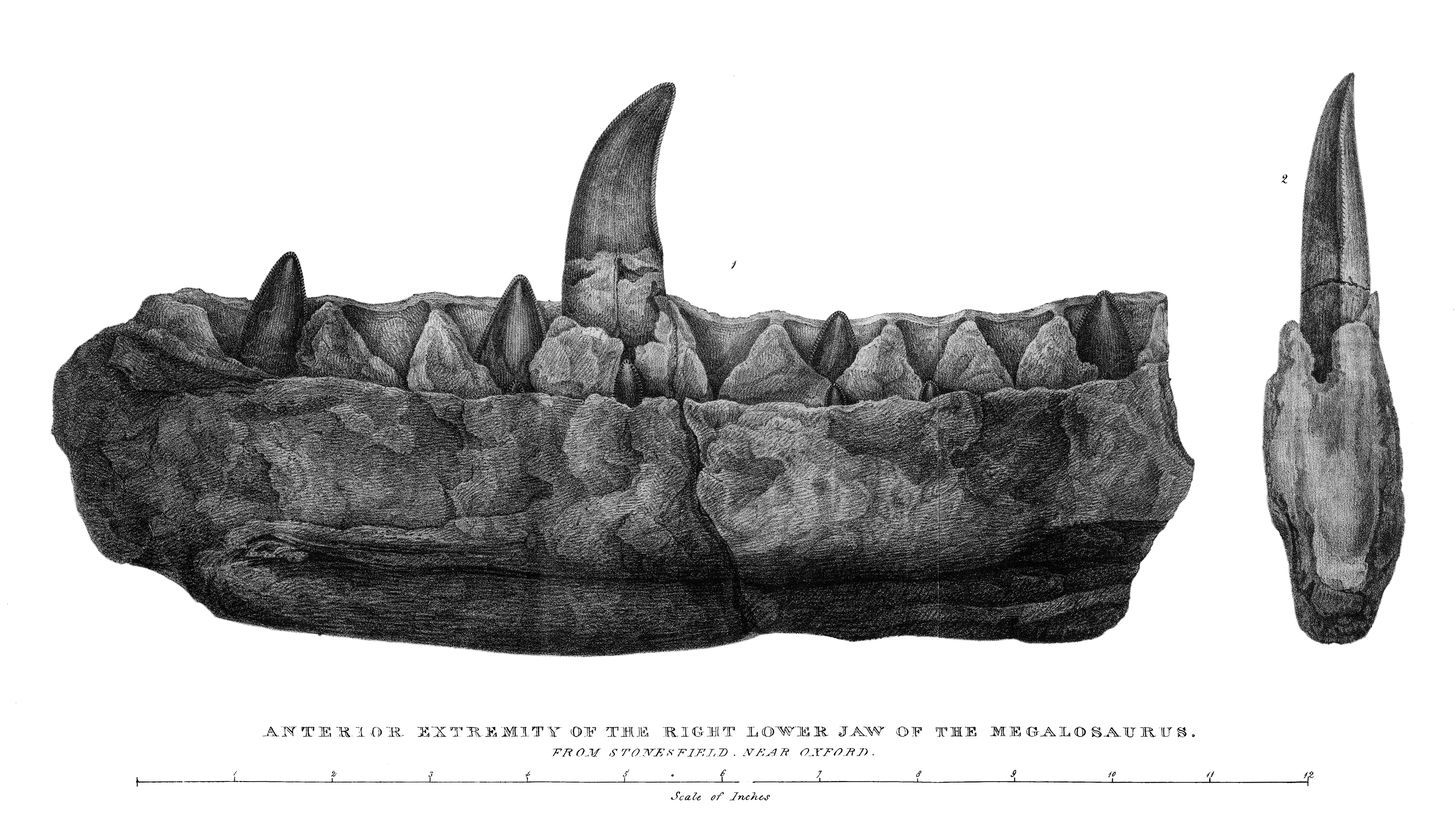
De door Buckland beschreven onderkaak van Megalosaurus

Gedurende 1823 bleef Buckland aan de beschrijving werken en liet tekeningen van de botten maken door Mary Morland, zijn latere vrouw, aan de hand waarvan weer lithografieën werden vervaardigd. Cuvier werd al ongeduldig — in een brief drong hij op haast aan daar hij voor zijn standaardwerk het hoofdstuk over uitgestorven reptielen wilde voltooien — toen Buckland op 20 februari 1824 het artikel voordroeg op een vergadering van de Geological Society of London, op dezelfde avond waarop Conybeare Plesiosaurus aankondigde. De publicatie van deze voordracht datzelfde jaar hield de beschrijving en geldige benoeming in van het geslacht Megalosaurus. De geslachtsnaam, die door de meer in de klassieke talen thuis zijnde Conybeare gesuggereerd was, betekent letterlijk 'zeer grote hagedis' en is afgeleid van het Oudgriekse μεγάλο-, megalo~, de stam van μέγας, megas, 'groot'.
Buckland had nog geen soortaanduiding gegeven, iets wat toen niet ongebruikelijk was omdat het geslacht en niet de soort als het meest wezenlijke element van een bepaalde levensvorm gezien werd. In 1826 schiep Ferdinand August von Ritgen de soortnaam Megalosaurus conybeari waarmee hij dus Conybeare eerde. In 1827 gaf Gideon Mantell echter de soortnaam Megalosaurus bucklandii die daarmee juist naar de naamgever van het geslacht vernoemd was. De naam M. conybeari raakte al snel in vergetelheid en geldt tegenwoordig als een nomen oblitum, maar vreemd genoeg beweert veel literatuur van voor 1995, toen deze zaak door George Olshevsky opgehelderd werd, dat Von Ritgen de bedenker is van M. bucklandii en niet Mantell. Nog verwarrender is het dat dezelfde literatuur meestal de spellingsvariant M. bucklandi geeft, die al bedacht is door Christian Erich Hermann von Meyer in 1832. Dergelijke verkorte vormen, waarbij de genitief direct achter de naam geplakt wordt zonder deze eerste te latiniseren tot in dit geval bijvoorbeeld Bucklandius, zijn op zich correct, maar hebben volgens de regels van de ICZN geen prioriteit ten opzichte van de oorspronkelijke spelling.
Het typemateriaal van Megalosaurus is gevonden in de Taynton Limestone Formation, vroeger ook de Stonesfield Slate genoemd, die dateert uit het middelste Bathonien, naar de meest recente inzichten ongeveer 167 miljoen jaar oud. De lagen, waaruit op drie niveaus steen werd gedolven, beslaan een tijdsinterval van ongeveer vierhonderdduizend jaar. Het materiaal bestond, behalve uit de onderkaak, uit verschillende andere losse beenderen: OUM J13561, een stuk dijbeen; OUM J13563, een schaambeenfragment; OUM J13565, een stuk zitbeen; OUM J13572, de onderkant van een tweede middenvoetsbeen; OUM J13576, een stuk heiligbeen van vijf sacrale wervels; OUM J13577, een achterste ruggenwervel; OUM J13579, een voorste staartwervel; OUM J13580, een achterste borstrib; OUM J13585, een rib van een achterste halswervel; en OUM J29881, een darmbeen. Het is wel verondersteld dat deze botten, samen met andere die later uit de groeve gedolven werden, van een enkel individu afkomstig zou zijn, dat in de loop der jaren blootgelegd werd. Dit is echter onjuist: zowel de wijze van steenwinning als de niet overeenkomende proporties maken het zo goed als zeker dat de botten verschillende, in grootte afwijkende, individuen vertegenwoordigen. Het ging dus om een reeks syntypen. Daarom was het wenselijk dat een bepaald exemplaar tot typespecimen aangewezen werd: in 1990 deed Ralph Molnar dat door de gedeeltelijke onderkaak, specimen OUM J13505, als lectotype uit te kiezen. Het betreft meer precies het voorste stuk van een rechterdentarium. De overige botten zijn hiermee de paralectotypen. Overigens werden die niet allemaal door Buckland zelf juist geïdentificeerd. Zo meende deze dat het schaambeen een kuitbeen was en het zitbeen een sleutelbeen.

### Latere vondsten
De groeven bij Stonesfield bleven ook na 1824 botten van grote theropoden opleveren; ze werden tot 1911 geëxploiteerd. In 2010 telde Roger Benson in totaal honderddrie later aan Megalosaurus toegewezen specimina afkomstig uit de Stonesfield Slate. Steeds ging het om losse tanden en beenderen, meestal van het bekken en de achterpoten. Deze vertegenwoordigen minstens zeven individuen, maar hoogstwaarschijnlijk in feite een veel groter aantal. Wervels en elementen van de voorpoten zijn zeldzaam; schedelbeenderen zijn niet meer opgedoken op twee bovenkaaksbeenderen na, handbeenderen ontbreken volledig. Strikt genomen kan er dus geen verband gelegd worden met het lectotype, de onderkaak. Verschillende auteurs hebben voorgesteld het toegeschreven materiaal helemaal tot dat ene dentarium te beperken, vooral als ze dachten dat er niet slechts meerdere individuen maar ook meerdere soorten, of minstens morfotypen, in vertegenwoordigd waren.
In 1995 meende Stephan Pickering, op basis van niet-gepubliceerd onderzoek gedaan door de toen al overleden Samuel Paul Welles, dat specimen BMNH 31811, een stuk darmbeen, een aparte soort voorstelde, Metriacanthosaurus brevis. Deze naam bleef echter wegens een niet geldige publicatie een nomen nudum. Naar huidig inzicht zijn dit exemplaar en andere hiermee door Pickering verbonden fossielen onvoldoende afwijkend om een eigen soort op te baseren en heeft die hoe dan ook niets met Metriacanthosaurus van doen.
In 2004 stelden Julia Day en Paul Barrett dat er bij de dijbeenderen twee morfotypen te onderscheiden waren op grond van een verschillende oriëntatie van de dijbeenkop, de aanwezigheid van richels en de grootte van de gewrichtsknobbels. Benson, die in 2008 dit idee nog gunstig gezind was, concludeerde in 2010 na een complete revisie van het materiaal van Megalosaurus dat de vermeende verschillen het gevolg waren van vervormingen van de botten en individuele variatie; soms bleken ze gebaseerd op foute observaties. Volgens hem vertegenwoordigde het materiaal slechts één type.

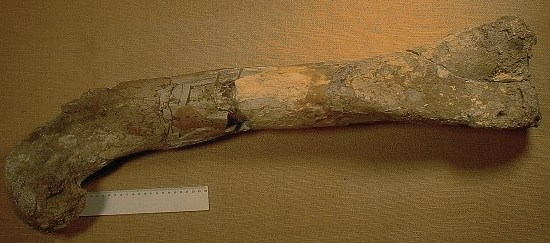
Of Franse vondsten als dit dijbeen werkelijk aan Megalosaurus toebehoren, acht men tegenwoordig twijfelachtig

In 1869 wees Thomas Huxley een bovenkaaksbeen uit Stonesfield aan Megalosaurus toe, specimen OUM J13506. In 1992 meende Robert Thomas Bakker dat het niet aan een megalosauride kon toebehoren en dacht dat het een lid van de, meer afgeleide, Sinraptoridae betrof. In 2007 achtten Darren Naish en David Martill het bot juist te basaal voor een megalosauride en meenden dat het ging om een lid van de Abelisauroidea. In 2010 echter concludeerde Benson dat deze auteurs niet te moeite hadden genomen om het bot te vergelijken met de twee andere bekende maxillae uit het materiaal, OUM J13559 en SDM 44.1, waarvan het niet relevant afweek.
Behalve uit de Taynton Limestone Formation zijn in 1939 door Sidney Hugh Reynolds ook botten aan Megalosaurus toegewezen uit de eerdere Chipping Norton Limestone Formation die dateert uit het vroege Bathonien. Het leeftijdsverschil maakt een identiteit met Megalosaurus onwaarschijnlijk, maar Benson in 2009 kon bij de botten uit één groeve, de New Park Quarry, geen enkel relevant verschil met de latere beenderen van Megalosaurus constateren en wees ze daarom opnieuw aan dat geslacht toe. Uit een andere groeve echter, de Oakham Quarry, kwam een darmbeen dat duidelijk afwijkend is. Pickering gebruikte hiervoor in 1995 de naam Metriacanthosaurus reynoldsi, ook weer een nomen nudum. Het materiaal van Megalosaurus betreft een dertigtal losse tanden en beenderen, waaronder een enkel bovenkaaksbeen.
Naast de Engelse vondsten werden in de negentiende eeuw ook fossielen uit de rest van Europa aan M. bucklandii toegewezen. Naar huidige inzichten zijn die toewijzingen ongefundeerd. Een speciaal geval betreft de in 1835 benoemde Poekilopleuron die door de beschrijver, Jacques Amand Eudes-Deslongchamps, wegens de overeenkomsten met Megalosaurus alvast de soortaanduiding bucklandii kreeg. De moderne opvatting is dat het om een apart taxon gaat.

### Vroege interpretaties vanMegalosaurus

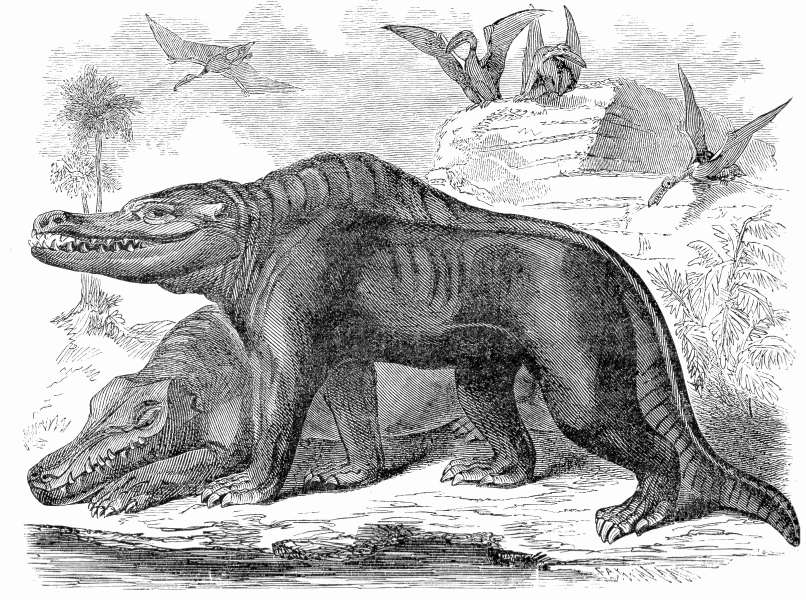
Owens interpretatie van Megalosaurus: een viervoetig zoogdier met een krokodillenkop

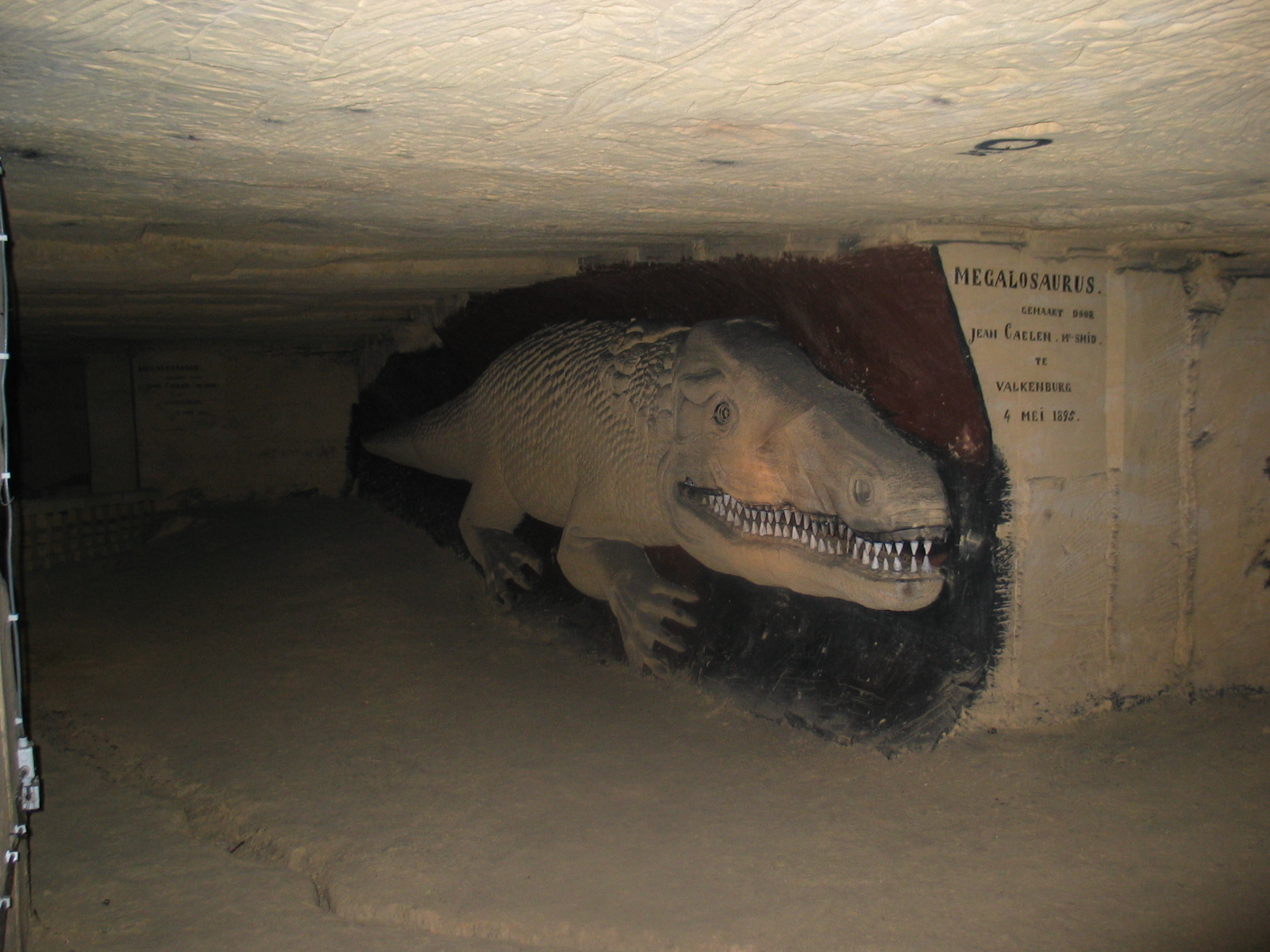
Nog in 1895 werd Megalosaurus in de mergelgroeven van Valkenburg afgebeeld als viervoeter

Voorgaande aan de benoeming van Megalosaurus in 1824 werden de dinosauriërs nog niet als aparte groep onderscheiden — dat had ook nauwelijks anders kunnen zijn daar deze immers de eerste benoemde dinosauriërsoort was. Ook dat jaar kwam daar geen verandering in: Buckland was het er niet om te doen zijn Megalosaurus van de rest van het dierenrijk apart te zetten, maar poogde juist de verwantschap ervan te bepalen. De affiniteit van het dier zag hij het sterkst met de Sauria, een groep waartoe indertijd zowel de krokodillen als de hagedissen gerekend werden, maar waarvan het beeld het sterkst door die laatste bepaald werd. Buckland zag het beest dus allereerst als een reusachtige op vier poten lopende hagedis. Cuvier had daarvan al in 1818 een grootteschatting gegeven: een lengte van veertig voet, dus ongeveer twaalf meter, en een hoogte van zeven voet, ruim twee meter. Tijdens de voordracht waarin de benoeming van Megalosaurus aangekondigd werd, was ook Mantell aanwezig en die vertelde Buckland nog veel groter materiaal gevonden te hebben. Het jaar daarop zou hij dat benoemen als de planteneter Iguanodon, maar Mantell maakte begin 1824 een fase door waarin hij dacht dat de resten aan een grote vleeseter toebehoorden. Beide mannen kwamen tot de conclusie dat dit Megalosaurus moest zijn en Buckland verwees aldus in het gedrukte artikel naar Mantells vondsten die zouden wijzen op een dier van zestig à zeventig voet, dus ongeveer twintig meter lengte. Buckland beklemtoonde hoe wonderlijk de gedachte was dat in de oertijd een dier met de lengte van een walvis en de hoogte van een olifant over het land rondgekropen moest hebben. Het monsterlijke beest was een mooie illustratie van twee denkbeelden die Buckland probeerde uit te dragen: dat diersoorten konden uitsterven en dat onze huidige wereld voorafgegaan was door radicaal verschillende 'voorwereldlijke' levensgemeenschappen die volgens het catastrofisme van Cuvier door rampen vernietigd waren, waarvan volgens Buckland de Bijbelse Zondvloed er één was. Overigens stelde Megalosaurus Buckland voor zekere theologische problemen want volgens de gangbare orthodoxie waren lijden en dood pas met de zondeval in de wereld gekomen en dit leek moeilijk verenigbaar met het bestaan van een reusachtige verscheurende vleeseter die eerder dan de mens leefde. Het is wel gesuggereerd dat Buckland door twijfel hierover zijn publicatie jarenlang uitstelde maar daarvan blijkt niets uit zijn geschriften. Hij wees de gangbare oplossing dat roofdieren eerst vegetariërs waren als kinderlijk van de hand en stelde dat ze een heilzame rol speelden in de schepping door zwakke en zieke dieren uit hun lijden te verlossen.
Vaak wordt gesteld dat dit de eerste keer was dat men zich van het bestaan van reusachtige landreptielen bewust werd, naast de vormen in de zee en lucht die men al ontdekt had, maar dat is niet helemaal juist: hoewel Mosasaurus een zeereptiel was, werd hiervan rond 1810 aangenomen dat het een reusachtige varaan met normale poten betrof. Overigens was Buckland, net als later Mantell, van mening zijn dat Megalosaurus een amfibische levenswijze had en wegens zijn grootte vaak het water opzocht. Mantell bleef, ondanks dat bij nader inzien de door hemzelf gevonden fossielen niet van Megalosaurus waren, uitgaan van een vorm van ruim twintig meter lengte: ook binnen het authentieke materiaal van Megalosaurus zaten volgens hem botten die op zo'n omvang wezen.

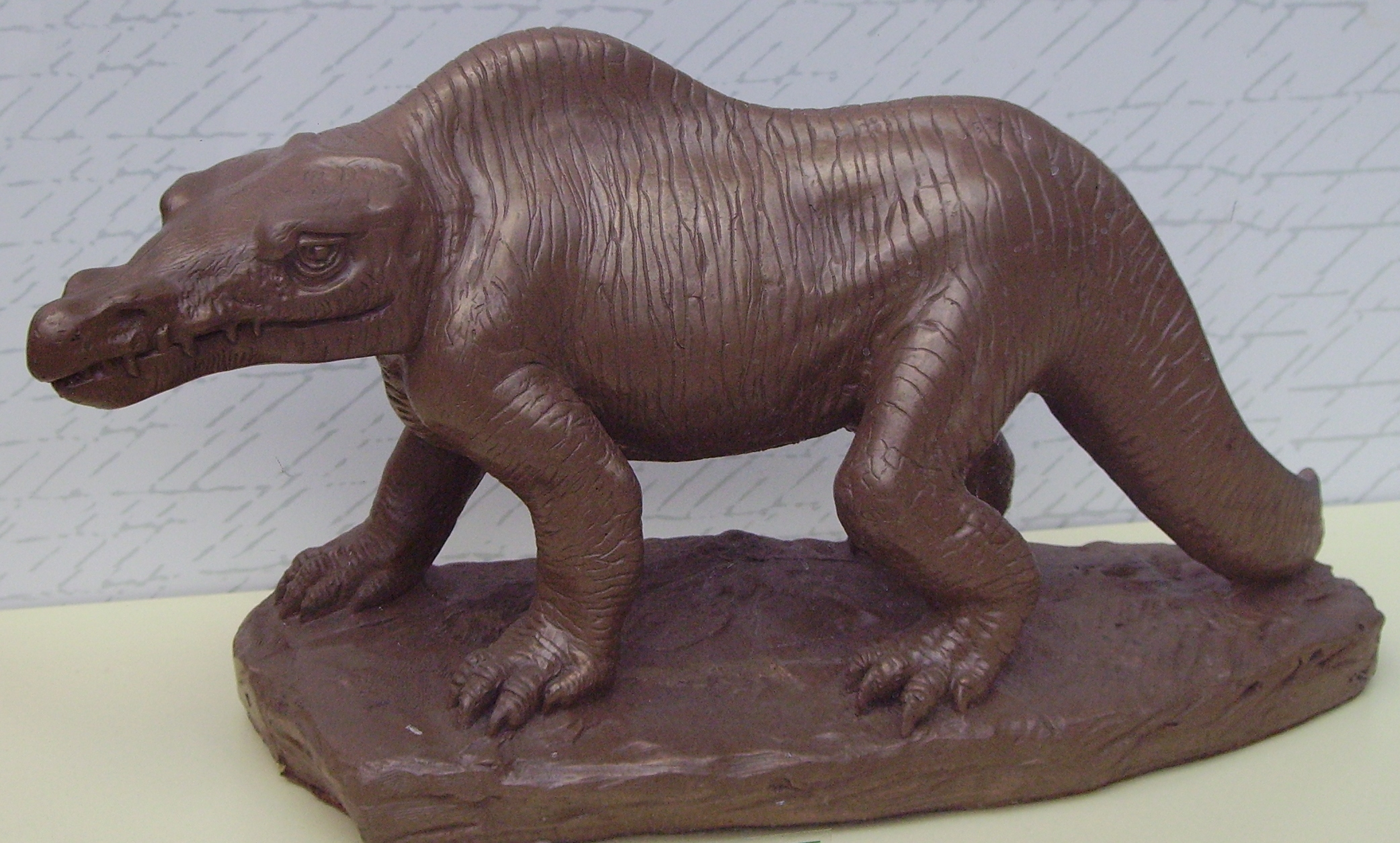
Een kleimodel van Hawkins als studie van Megalosaurus

Hawkins betonnen beeld in het Crystal Palace Park

In 1841 voegde Richard Owen Iguanodon, Hylaeosaurus en Megalosaurus samen tot een nieuwe diergroep die hij het jaar daarop zou benoemen: de Dinosauria. Megalosaurus is aldus niet alleen de eerste benoemde dinosauriër, maar ook een van de eerste drie geslachten die überhaupt als dinosauriër onderkend werden. In sommige moderne definities van dit begrip wordt verwezen naar dit historische toeval indien de groep gedefinieerd wordt als het geheel van afstammelingen van de laatste gemeenschappelijke voorouder van Megalosaurus en Iguanodon. Owen gaf weer een geheel eigen interpretatie aan Megalosaurus. In zijn tijd wonnen evolutionistische denkbeelden terrein en Owen probeerde die te weerleggen door erop te wijzen dat zulke vroege reptielen geenszins 'primitief' of onvolmaakt waren. Hij stelde, overigens in navolging van Buckland, correct vast dat Megalosaurus hoog op zijn poten liep in plaats van in spreidstand en trok de eveneens juiste conclusie dat dinosauriërs over een hoge stofwisseling beschikten. Volgens hem toonde dit aan dat er geen sprake was van evolutionaire vooruitgang; dinosauriërs hadden immers een even hoog ontwikkelingsniveau als huidige zoogdieren. Naar huidige inzichten is dit geen goed argument tegen de moderne evolutieleer waarin evolutie gelijkstaat aan enige vorm van verandering en evolutionaire vooruitgang slechts relatief is. Daarbij hield Owen toen onvoldoende rekening met een variabel uitsterven van groepen en de mogelijkheid dat dinosauriërs nog niet uitgestorven waren omdat ze zich verder ontwikkeld hadden tot de vogels.
Net als Buckland zag Owen Megalosaurus als een viervoeter; de korte armen van theropoden waren toen nog niet bekend. Wel meende hij dat het dier wat korter was, in navolging van Cuvier die al in 1825 zijn lengteschatting bijgesteld had tot vijfentwintig voet. Hij liet illustraties maken waarin het afgebeeld werd met een spitse snuit als bij een krokodil; ook de typisch bolle kop was nog niet onderkend. Onder aanwijzing van Owen maakte Benjamin Waterhouse Hawkins in 1853 een betonnen beeld op ware grootte van Megalosaurus, deel van een groep uitgestorven dieren die neergezet werd in het park van het Crystal Palace. Megalosaurus werd hierdoor een ook onder het grotere publiek bekend dier en Owens beeld van hem werd in veel boekillustraties afgebeeld. Een eigenaardigheid van de reconstructie is dat op de schouders een hoge schoft staat. Dat is wel verklaard door aan te nemen dat Owen al in 1853 de ruggenwervels kende van wat nu Becklespinax heet, welke bekroond zijn met lange doornuitsteeksels. Owen wees deze ten onrechte toe aan Megalosaurus bucklandii en dacht dat ze vrij vooraan op de rug stonden wat een Megalosaurus met een hoge voorste rugkam opgeleverd zou hebben. Hiervoor bestaat overigens geen direct bewijs.
In 1871 kwam John Phillips in Oxford tot een veel modernere interpretatie van Megalosaurus. Zich baserend op recente vondsten van Edward Drinker Cope van Laelaps plaatste hij in een opstelling in het Oxford University Museum of Natural History de verschillende botten alsof het dier een tweevoeter was. Ook de onderkaak en schedelbeenderen werden in een profiel van een bolle kop geplaatst, waarbij enkele elementen door gipsen nabootsingen werden vertegenwoordigd. Dit was toen de eerste keer dat met authentieke fossielen de kop van een uitgestorven theropode gereconstrueerd werd. In gemoderniseerde vorm is deze opstelling nog steeds in het museum te zien.

### Later benoemde soorten
Omdat Megalosaurus de eerste benoemde theropode uit het Mesozoïcum was, was het voor geleerden uit de negentiende eeuw voor de hand liggend om latere vondsten van grote theropoden als nieuwe soort binnen dat geslacht te plaatsen. Megalosaurus begon zo min of meer als een groepsnaam te fungeren. Toen in de tweede helft van de negentiende eeuw de Theropoda als zodanig werden onderscheiden, viel de noodzaak hiertoe weg en kwam een proces op gang waarbij de verschillende soorten alsnog hun eigen geslachtsnaam kregen. Vanwege de oorspronkelijke functie als groepsnaam echter bleef het tot diep in de twintigste eeuw de gewoonte om fragmentarische vondsten van allerlei grote en zelfs kleine theropoden die men niet goed kon plaatsen maar bij het genus Megalosaurus in te delen, ook als er in het geheel geen aanwijzingen waren voor een echt nauwe verwantschap. Megalosaurus werd zo tot een typisch wastebasket taxon, een prullenmand voor slecht materiaal. Omdat het gaat om nomina dubia, kan men er met goed fatsoen geen vervangende geslachtsnaam aan geven en blijven de soorten voor onbepaalde tijd in het genus achter.

#### Negentiende eeuw
In 1857 hernoemde Joseph Leidy zijn eigen Deinodon horridus Leidy 1856 tot een Megalosaurus horridus, een naam die hij overigens weer snel zou verlaten. Niet geheel overtuigd van de eigenheid van het nieuwe geslacht viel hij even terug op het oude. De twijfel werd veroorzaakt door het feit dat het slechts op tanden gebaseerd was en het patroon dat megalosaurussoorten meestal mager materiaal vertegenwoordigen, begon zich dus al te vormen. Het jaar daarop benoemde Friedrich August Quenstedt een Megalosaurus cloacinus. Het gaat om een tand gevonden bij Bebenhausen, specimen SMNH 52457, die vermoedelijk aan een theropode toebehoort. In 1869 meldde Eugène Eudes-Deslongchamps de vondst in Normandië van een theropodentand nabij La Hève die slechts een derde van een de hoogte had van die van M. bucklandii en die hij daarom Megalosaurus insignis doopte, de 'aanzienlijke', wegens een lengte van twaalf centimeter. De melding ging niet gepaard met een beschrijving zodat de naam vooralsnog een nomen nudum bleef, maar dat werd het volgende jaar goedgemaakt in een werk van Gustave Lennier. Aan de soort zijn in 1957 nog resten uit Portugal toegewezen, maar naar huidige inzichten is het een nomen dubium, ook omdat het specimen tijdens een bombardement verloren is gegaan. Ook in 1870 benoemde Jean-Baptiste Greppin een Megalosaurus meriani op basis van MH 350, een premaxillaire tand van negenendertig millimeter lengte uit de Reuchenetteformatie, Kimmeridgien, van Zwitserland, die gevonden is bij Moutier. De soortaanduiding eert de geoloog Peter Merian tot wiens collectie het fossiel behoorde. Vroeger vaak met Allosaurus in verband gebracht, wordt het specimen nu soms aan Ceratosaurus toegewezen; anderen beschouwen het als een nomen dubium. In 1871 duidde Emanuel Bunzel fossiele resten gevonden bij Schnaitheim aan als Megalosaurus schnaitheimi. Hij gaf geen beschrijving zodat een naam een nomen nudum bleef. Tegenwoordig worden de fossielen gezien als behorend tot de krokodilachtige Dakosaurus maximus. In 1876 doopte J. Henry, natuurkundeleraar te Besançon, in een gepubliceerde dissertatie vier tanden gevonden bij Moissey in een laag uit het Rhaetien Megalosaurus obtusus, 'de stompe'. Het gaat wellicht om een dinosauriër. In 1881 benoemde Harry Govier Seeley twee theropodentanden gevonden in de Gosauformatie, Campanien, van Oostenrijk-Hongarije als Megalosaurus pannoniensis. De soortaanduiding is afgeleid van Pannonia. Hoewel er in 1957 nog Portugees materiaal aan toegewezen is, is de affiniteit van de tanden onzeker. In 1883 benoemde Seeley zijn tweede megalosaurussoort: Megalosaurus bredai waarvan de soortaanduiding Jacob Gijsbertus Samuël van Breda eert en die gebaseerd is op een dijbeen, specimen BMNH 42997, in de Sint Pietersberg gevonden. In 1932 werd dit het geslacht Betasuchus. Omdat sommige onderzoekers de naam als een nomen dubium zien, blijven ze van een M. bredai spreken; dit een apart geslacht geven vinden ze dan te veel eer. Ondertussen had in 1882 Henri-Émile Sauvage fossiele resten gevonden bij Louppy-le-Château benoemde als Megalosaurus superbus, 'de trotse'. In 1923 kregen die een eigen geslacht Erectopus. In 1884/1885 benoemde Wilhelm Barnim Dames op basis van specimen UM 84, een zes centimeter lange tand, Megalosaurus dunkeri, waarvan de soortaanduiding Wilhelm Dunker eert. In 1923 kreeg dit het eigen geslacht Altispinax. In 1885 hernoemde Joseph Henri Ferdinand Douvillé Dakosaurus gracilis Quenstedt 1885 tot een Megalosaurus gracilis. Tegenwoordig wordt dit afgewezen. In 1889 benoemde Richard Lydekker Megalosaurus oweni, waarvan de soortaanduiding Owen eert, op basis van een middenvoet, specimen BMNH R2556. In 1991 werd dit het aparte geslacht Valdoraptor. In 1892 hernoemde Edward Drinker Cope Ceratosaurus nasicornis Marsh 1884 tot een Megalosaurus nasicornis, enkel om Othniel Charles Marsh dwars te zitten. In 1896 benoemde Charles Jean Julien Depéret Megalosaurus crenatissimus, 'de zeer gekartelde', op basis van resten uit Madagaskar. In 1955 kreeg dit een eigen geslacht Majungasaurus. Op het eind van de negentiende eeuw was het duidelijk geworden dat de naam van het geslacht Laelaps al bezet was door een mijt. Marsh had hiervoor de vervangingsnaam Dryptosaurus gegeven, maar Henry Fairfield Osborn, uit de school van Cope, wilde deze naam niet gebruiken en hernoemde Laelaps aquilunguis Cope 1866 daarom in 1898 om in een Megalosaurus aquilunguis. In 1898 meldde Florentino Ameghino resten gevonden in Argentinië, die in sommige bronnen worden aangeduid als een Megalosaurus argentinus. Het volgende jaar benoemde hij deze als het eigen geslacht Loncosaurus met als soort Loncosaurus argentinus.

#### Twintigste eeuw
In 1901 hernoemde Franz Nopcsa met hetzelfde motief als indertijd Osborn Laelaps trihedrodon Cope 1877 om in een Megalosaurus trihedrodon. In dezelfde publicatie maakte Nopcsa van Poekilopleuron valens Leidy 1870 een Megalosaurus valens; het gaat vermoedelijk om materiaal van Allosaurus. In 1902 benoemde Nopcsa een Megalosaurus hungaricus op basis van twee kleine tanden gevonden gevonden in Zevenburgen in het huidige Roemenië, een streek die toen deel uitmaakte van het Hongaarse koninkrijk. De specimina, MAFI ob. 3106, zijn later verloren gegaan en hun precieze herkomst is onbekend, hoewel ze vermoedelijk stammen uit een laag uit het late Krijt.

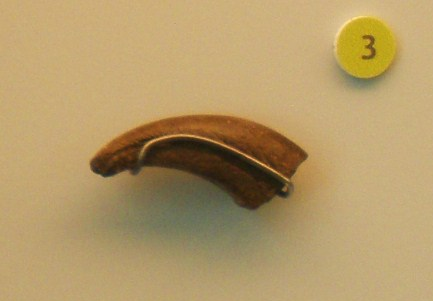
De klauw van Megalosaurus lonzeensis

In 1903 benoemde Louis Dollo een Megalosaurus lonzeensis op basis van een kleine klauw uit het Opper-Krijt gevonden bij Lonzee in België. Deze klauw had hij eerder gemeld in 1883 en veel bronnen geven per abuis deze datum als jaar van benoeming. Het gaat wellicht om een handklauw van een lid van Noasauridae. In 1907/1908 hernoemde Friedrich von Huene Streptospondylus cuvieri Owen 1842, gebaseerd op een nu kwijtgeraakt stuk voorste ruggenwervel tot een Megalosaurus cuvieri. Het is een nomen dubium. In 1909 benoemde Lydekker een Megalosaurus woodwardi, op basis van een stuk bovenkaak met tand, specimen BMNH 41352. Het is een nomen dubium. In 1910 benoemde Arthur Smith Woodward een Megalosaurus bradleyi, waarvan de soortaanduiding de verzamelaar F. Lewis Bradley eert. In 1926 kreeg dit het eigen geslacht Proceratosaurus. In 1920 benoemde Werner Janensch een Megalosaurus ingens, 'de ontzaglijke', gebaseerd op specimen MB R 1050, een twaalf centimeter lange tand uit de Tendaguru Formatie van het toenmalige Duits-Oost-Afrika, nu Tanzania. Het gaat wellicht om een groot lid van de Carcharodontosauridae. In 1923 hernoemde von Huene Poekilopleuron bucklandii Eudes-Deslongchamps 1838 tot een Megalosaurus poikilopleuron. Deze naam wordt tegenwoordig als overbodig gezien. In dezelfde publicatie benoemde von Huene nog twee megalosaurussoorten. De eerste daarvan was Megalosaurus parkeri waarvan de soortaanduiding William Kitchen Parker eert. Dit werd in 1964 het geslacht Metriacanthosaurus. De tweede was Megalosaurus nethercombensis, vernoemd naar de vindplaats Nethercombe, welke hijzelf in 1932 hernoemde tot het aparte geslacht Magnosaurus. In 1925 benoemde Depéret op basis van twee tanden uit Algerije een Megalosaurus saharicus. In 1932 werd dit het aparte geslacht Carcharodontosaurus. In 1956 benoemde von Huene per ongeluk dezelfde soort opnieuw toen hij een Megalosaurus africanus wilde baseren op resten uit Marokko maar de Algerijnse tanden er aan toewees; dit maakt M. africanus tot een jonger objectief synoniem van M. saharicus. In 1926 benoemde von Huene een Megalosaurus lydekkeri, waarvan de soortaanduiding Richard Lydekker eert, op basis van BMNH 41352, dus hetzelfde specimen dat het holotype is van M. woordwardi Lydekker 1909 waarvan de soortnaam dan ook een jonger objectief synoniem is. Het gaat om een nomen dubium. In dezelfde publicatie wordt Megalosaurus terquemi benoemd op basis van drie tanden gevonden bij Hettingen. De soortaanduiding eert Olry Terquem. Het is een nomen dubium, wellicht materiaal van een lid van de Phytosauria betreffend. In 1932 vermeldde een publicatie van Von Huene bij vergissing een Megalosaurus (Magnosaurus) woodwardi als synoniem van de in hetzelfde boek benoemde Magnosaurus woodwardi. Dit heeft een ander typespecimen dan Megalosaurus woodwardi Lydekker 1909. In 1954 benoemde Samuel Welles Megalosaurus wetherilli op basis van een skelet uit Arizona, een van de meest complete vondsten waarop een megalosaurussoort gebaseerd is. De soortaanduiding eert John Wetherill. In 1970 maakte Welles dit het aparte geslacht Dilophosaurus. In 1955 benoemde Albert-Félix de Lapparent een Megalosaurus mersensis op basis van drieëntwintig wervels bij Tizi n’Juillerh gevonden in de El Mers-formatie van Marokko. Het gaat vermoedelijk om een lid van de Mesosuchia. In 1956 hernoemde Alfred Sherwood Romer op gezag van Von Huene Aggiosaurus nicaeensis Ambayrac 1913, gebaseerd op een onderkaak gevonden bij Nice, tot Megalosaurus nicaeensis. Achteraf blijkt het toch een krokodilachtige te zijn geweest. In 1957 benoemde de Lapparent een Megalosaurus pombali op basis van drie tanden gevonden bij Pombal uit het Jura van Portugal. Het betreft een nomen dubium. Allerlei verder aan de soort toegewezen materiaal bleek achteraf van stegosauriërs, Iguanodontia en sauropoden te zijn. In 1965 hernoemde Oskar Kuhn Zanclodon silesiacus Jaekel 1910 tot een Megalosaurus? silesiacus. Het is een nomen dubium gebaseerd op de tand van een of ander lid van de Archosauria, gevonden in Silezië. In 1966 benoemde Guillermo del Corro Megalosaurus inexpectatus, 'de onverwachte' genaamd omdat hij opdook in vindplaats van sauropodenbeenderen, op basis van specimen MACN 18.172, een tand gevonden in Argentinië. Het gaat wellicht om een lid van de Carcharodontosauridae. In 1970 benoemde Rodney Steel twee megalosaurussoorten. De eerste was Megalosaurus incognitus, een hernoeming van Iliosuchus incognitus Huene 1932. De tweede was Megalosaurus destructor, een hernoeming van Nuthetes destructor Owen 1854. In beide gevallen was zijn motief niet dat hij meende dat deze soorten iets met Megalosaurus bucklandii van doen hadden, maar dat ze in zijn opvatting geen eigen geslacht waard waren. Tegenwoordig ziet men dat weer anders. Eenzelfde motief bewoog Michael Waldman in 1974 om van Sarcosaurus andrewsi Huene 1932 een Megalosaurus andrewsi te maken. In dit geval acht men dit nu in zoverre gerechtvaardigd dat Sarcosaurus andrewsi inderdaad niet verwant is aan de typesoort Sarcosaurus woodi. In dezelfde publicatie benoemde Waldman Megalosaurus hesperis, 'de westelijke'; in 2008 kreeg dit het eigen geslacht Duriavenator. Del Corro benoemde in 1974 Megalosaurus chubutensis, op basis van specimen MACN 18.189, een tand gevonden in de provincie Chubut. Het is een nomen dubium, een mogelijke carcharodontosauride. In 1985 benoemde Zhao Xijin twee megalosaurussoorten uit Tibet. Eerder had hij die vermeld in een ongepubliceerde dissertatie uit 1983, zodat ze nomina ex dissertatione bleven. In 1985 beschreef hij ze echter niet zodat beide nomina nuda zijn. De eerste is Megalosaurus dapukaensis uit de Dapukagroep. Deze soort werd in the tweede editie van The Dinosauria per vergissing aangeduid als Megalosaurus cachuensis. De tweede is Megalosaurus tibetensis.

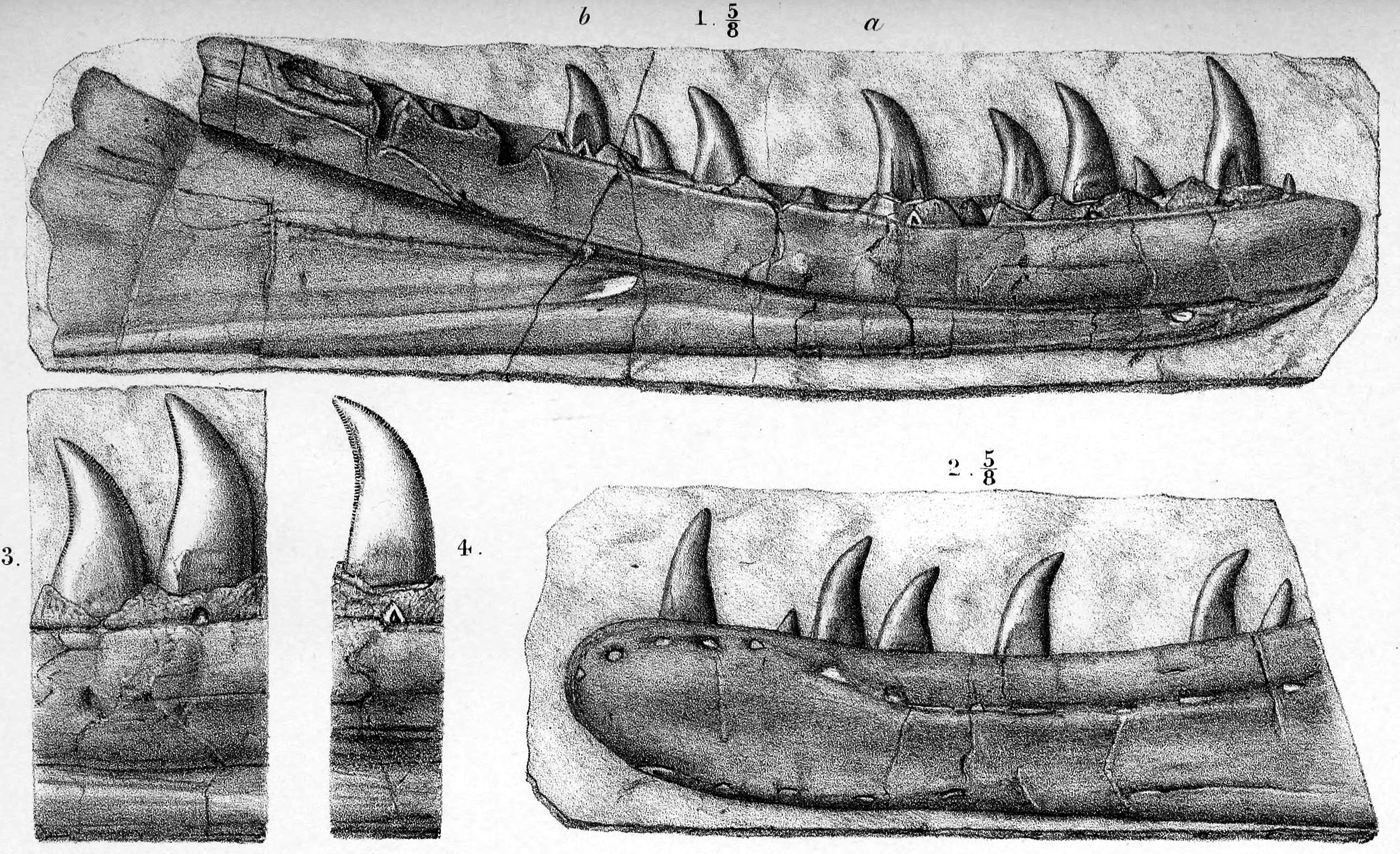
De onderkaak van ?Megalosaurus cambrensis

In 1987/1988 hernoemde Monique Vianey-Liaud Massospondylus rawesi Lydekker 1890, gebaseerd op specimen NHMUK R4190, een tand uit het Maastrichtien van India, tot een Megalosaurus rawesi. Het is een nomen dubium, wellicht een lid van de Abelisauridae. De soortaanduiding eert een zekere Rawes, een verzamelaar waarvan de precieze identiteit tegenwoordig onbekend is. In 1988 hernoemde Gregory S. Paul Torvosaurus tanneri Galton & Jensen 1979 tot een Megalosaurus tanneri. Dit was niet omdat het materiaal zo slecht was, maar omdat Paul het geslacht Megalosaurus een groter bereik wilde geven. De toeschrijving wordt tegenwoordig ook door Paul zelf afgewezen. In 1973 wees Anatoli Konstantinowitsj Rozjdestwenski Poekilopleuron schmidti Kiprijanow 1883 toe aan een Megalosaurus sp. Omdat het echter formeel onmogelijk is van een benoemde soort een onbenoemde soort te maken, vermeldde Olshevsky in 1991 formeel de combinatie Megalosaurus schmidti. Het gaat om een mengsel fragmentarisch materiaal van zowel sauropoden als theropoden. In 1993 hernoemden Ernst Probst en Raymund Windolf per abuis Plateosaurus ornatus Huene 1905 tot een Megalosaurus ornatus door deze laatste naam op te nemen in een soortenlijst in een populair-wetenschappelijk boek over Duitse dinosauriërs. Dit kan gelden als een nomen vanum. In dezelfde publicatie werd per ongeluk de ichnospecies Megalosauropus teutonicus Kaever & Lapparent 1974 in het register als een Megalosaurus teutonicus vermeld, een naam die overigens eerder informeel wel voor de maker van de sporen gebruikt werd. In 1997 hernoemde Windolf Saurocephalus monasterii Münster 1846, gebaseerd op een tand gevonden bij Hannover, tot een Megalosaurus monasterii, echter verwijzend naar eerdere soortenlijsten; wie als eerste deze combinatie gebruikte, is onbekend. Het betreft een nomen dubium. In 1998 hernoemde Peter Malcolm Galton Zanclodon cambrensis Newton 1899, gebaseerd op een linkeronderkaak, specimen BGS 6532, gevonden bij Bridgend, tot een ?Megalosaurus cambrensis omdat het geen basale sauropodomorf was. De soortaanduiding verwijst naar Cambria, de Latijnse naam van Wales. Het betreft vermoedelijk een lid van de Coelophysoidea.

### Soortenlijst
De zeer uitgebreide naamgevingsgeschiedenis — binnen geen enkel uitgestorven dinosauriërgeslacht zouden zoveel soorten benoemd worden — kan worden samengevat in een soortenlijst.
- Megalosaurus Parkinson 1822: nomen nudum
- Megalosaurus Buckland 1824
- Megalosaurus conybeari Ritgen 1826: nomen oblitum, ouder synoniem van Megalosaurus bucklandii Mantell 1827
- Megalosaurus bucklandii Mantell 1827: geldige typesoort van Megalosaurus; = Megalosaurus bucklandi Meyer 1832
- Megalosaurus horridus (Leidy 1856) Leidy 1857: = Deinodon horridus Leidy 1856
- Megalosaurus cloacinus Quenstedt 1858: nomen dubium; = Plateosaurus cloacinus (Quenstedt 1858) Huene 1905; = Gresslyosaurus cloacinus (Quenstedt 1858) Huene 1932
- Megalosaurus insignis Eudes-Delongchamps & Lennier vide Lennier 1870: nomen dubium; = Streptospondylus insignis (Eudes-Deslongchamps & Lennier vide Lennier 1870) Depéret & Savornin 1928; = Erectopus insignis (Eudes-Deslongchamps & Lennier vide Lennier 1870) Stromer 1931
- Megalosaurus meriani Greppin 1870: wellicht nomen dubium, wellicht Ceratosaurus; = Labrosaurus meriani (Greppin 1870) Janensch 1920; = Antrodemus meriani (Greppin 1870) Steel 1970; = Allosaurus meriani (Greppin 1870) Olshevsky 1978
- Megalosaurus schnaitheimi Bunzel 1871: nomen nudum; jonger synoniem van Dakosaurus maximus (Plieninger 1846) Quenstedt 1856
- Megalosaurus obtusus Henry 1876: nomen dubium; = Plateosaurus obtusus (Henry 1876) Huene 1907/1908
- Megalosaurus pannoniensis Seeley 1881: non Megalosaurus; = Megalosaurus pannonicus Huene 1926 (sic)
- Megalosaurus superbus Sauvage 1882: = Erectopus superbus (Sauvage 1882) Huene 1923; = Erectopus sauvagei Huene 1932
- Megalosaurus bredai Seeley 1883: = Betasuchus bredai (Seeley 1883) Huene 1932
- Megalosaurus dunkeri Dames 1884/1885: nomen dubium; = Megalosaurus dunkeri Dames vide Koken 1887 = Altispinax Huene 1923; = Streptospondylus dunkeri (Dames 1884) Depéret & Savornin 1928; = Altispinax dunkeri (Dames 1884) Huene per Kuhn 1939; = Prodeinodon dunkeri (Dames 1884) Ruiz-Omeñaca & Canudo 2003
- Megalosaurus gracilis (Quenstedt 1885) Douvillé 1885: materiaal van een krokodilachtige; = Dakosaurus gracilis Quenstedt 1885
- Megalosaurus oweni Lydekker 1889: = Altispinax oweni (Lydekker 1889) Huene 1923; = Valdoraptor oweni (Lydekker 1889) Olshevsky 1991
- Megalosaurus nasicornis (Marsh 1884) Cope 1892: = Ceratosaurus nasicornis Marsh 1884
- Megalosaurus crenatissimus Depéret 1896: = Dryptosaurus crenatissimus (Depéret 1896) Depéret 1928, = Majungasaurus crenatissimus (Depéret 1896) Lavocat 1955; = Majungatholus atopus Sues & Taquet 1979
- Megalosaurus aquilunguis (Cope 1866) Osborn 1898: = Laelaps aquilunguis Cope 1866
- Megalosaurus argentinus Ameghino 1898: nomen dubium, = Loncosaurus argentinus (Ameghino 1898) Ameghino 1899
- Megalosaurus trihedrodon (Cope 1877) Nopcsa 1901: = Laelaps trihedrodon Cope 1877
- Megalosaurus valens (Leidy 1870) Nopsca 1901: = Poekilopleuron valens Leidy 1870; = Antrodemus valens (Leidy 1870) Leidy 1870; = Allosaurus valens (Leidy 1870) Gilmore 1920
- Megalosaurus hungaricus Nopcsa 1902: nomen dubium
- Megalosaurus lonzeensis Dollo 1903: non Megalosaurus; = Ornithomimus lonzeensis (Dollo 1903) Kuhn 1965; = Struthiomimus lonzeensis (Dollo 1903) Glut 1997
- Megalosaurus cuvieri (Owen 1842) Huene 1907/1908: nomen dubium; = Streptospondylus cuvieri Owen 1842
- Megalosaurus woodwardi Lydekker 1909: nomen dubium; ouder objectief synoniem Megalosaurus lydekkeri Huene 1926, non Megalosaurus (Magnosaurus) woodwardi (Huene 1932) Huene 1932
- Megalosaurus bradleyi Woodward 1910: = Proceratosaurus bradleyi (Woodward 1910) Huene 1926
- Megalosaurus ingens Janensch 1920: non Megalosaurus; = Ceratosaurus ingens (Janensch 1920) Paul 1988
- Megalosaurus poikilopleuron Huene 1923: = Poekilopleuron bucklandii Eudes-Deslongchamps 1838
- Megalosaurus parkeri Huene 1923: Altispinax parkeri (Huene 1923) Huene 1932; = Metriacanthosaurus parkeri (Huene 1923) Walker 1964
- Megalosaurus nethercombensis Huene 1923: = Magnosaurus nethercombensis (Huene 1923) Huene 1932; = Streptospondylus nethercombensis (Huene 1923) Paul 2010
- Megalosaurus saharicus Depéret & Savornin 1925: = Megalosaurus (Dryptosaurus) saharicus (Depéret & Savornin 1925) Depéret & Savornin 1927; = Carcharodontosaurus saharicus (Depéret & Savornin 1925) Stromer 1931
- Megalosaurus lydekkeri Huene 1926: nomen dubium, = jonger objectief synoniem Megalosaurus woodwardi Lydekker 1909; = Magnosaurus lydekkeri (Huene 1926) Huene 1932
- Megalosaurus terquemi Huene 1926: nomen dubium; = Megalosauridorum gen. indet. terquemi (Huene 1926) Huene 1932; = Gresylosaurus terquemi Lapparent 1967 (sic)
- Megalosaurus (Magnosaurus) woodwardi (Huene 1932) Huene 1932: = Magnosaurus woodwardi Huene 1932; = Sarcosaurus andrewsi Huene 1932; = Megalosaurus andrewsi (Huene 1932) Waldman 1974; non Megalosaurus woodwardi Lydekker 1909
- Megalosaurus wetherilli Welles 1954: = Dilophosaurus wetherilli (Welles 1954) Welles 1970
- Megalosaurus mersensis Laparrent 1955: nomen dubium, krokodilachtige
- Megalosaurus africanus Huene 1956: jonger objectief synoniem van Carcharodontosaurus saharicus (Depéret & Savornin 1925) Stromer 1931
- Megalosaurus nicaeensis (Ambayrac 1913) Romer 1956: krokodilachtige, = Aggiosaurus nicaeensis Ambayrac 1913
- Megalosaurus pombali Lapparent & Zbyszewski 1957: chimaera, non Megalosaurus; = Eutynichnium pombali Haubold 1971
- Megalosaurus silesiacus (Jaekel 1910) Kuhn 1965: nomen dubium, onbepaalde archosauriër; = Zanclodon silesiacus Jaekel 1910
- Megalosaurus inexpectatus Corro 1966: non Megalosaurus
- Megalosaurus incognitus (Huene 1932) Steel 1970: = Iliosuchus incognitus Huene 1932
- Megalosaurus destructor (Owen 1854) Steel 1970: = Nuthetes destructor Owen 1854
- Megalosaurus andrewsi (Huene 1932) Waldman 1974: = Sarcosaurus andrewsi Huene 1932
- Megalosaurus hesperis Waldman 1974: = Duriavenator hesperis (Waldman 1974) Benson 2008
- Megalosaurus chubutensis Corro 1974: non Megalosaurus
- Megalosaurus dapukaensis Zhao 1985: nomen nudum; = Megalosaurus cachuensis Weishampel, Barrett, Coria, Le Loeuff, Xu, Zhao, Sahni, Gomani & Noto 2004 (sic)
- Megalosaurus tibetensis Zhao 1985: nomen nudum
- Megalosaurus rawesi (Lydekker 1890) Vianey-Liaud, Jain & Sahni 1987: non Megalosaurus; = Massospondylus rawesi Lydekker 1890
- Megalosaurus tanneri (Galton & Jensen 1979) Paul 1988: = Torvosaurus tanneri Galton & Jensen 1979
- Megalosaurus schmidti (Kiprijanow 1883) Olshevsky 1991: chimaera, = Poekilopleuron schmidti Kiprijanow 1883
- Megalosaurus ornatus (Huene 1905) Probst & Windolf 1993: nomen vanum; = Plateosaurus ornatus Huene 1905
- Megalosaurus teutonicus (Kaever & Lapparent 1974) Probst & Windolf 1993: lapsus calami; = Megalosauropus teutonicus Kaever & Lapparent 1974
- Megalosaurus monasterii (Münster 1846) per Windolf 1997: nomen dubium; = Saurocephalus monasterii Münster 1846
- ?Megalosaurus cambrensis (Newton 1899) Galton 1998: = Zanclodon cambrensis Newton 1899; = Zanclodon (Megalosaurus) cambrensis (Newton 1899) Kuhn 1939

## Beschrijving

### Grootte en onderscheidende kenmerken
De lengte van Megalosaurus werd traditioneel op acht à negen meter geschat. Een volledig skelet ontbreekt en de lengte kan slechts indirect bepaald worden door extrapolatie van skeletelementen met soorten waarvan een groter deel van de beenderen bekend is. Het moderne onderzoek maakt het mogelijk om betere vergelijkingen te maken. Het dijbeen onder de syntypen, specimen OUM J13561, heeft een lengte van zesentachtig centimeter, waaruit een lichaamslengte van zo'n zeven meter kan worden afgeleid. Andere gevonden dijbeenderen zijn korter. Gregory S. Paul schatte in 2010 de typische lengte op zes meter, het gewicht op zevenhonderd kilogram. Megalosaurus is dus slechts een middelgrote theropode.
Walker en Benson hebben in verschillende publicaties onderscheidende kenmerken vastgesteld. Op het schouderblad loopt in het midden van de bovenrand een kam die naar voren en boven gericht is. De lengtegroeve op de buitenste zijkant van het dentarium in de onderkaak is breed. De onderkant van de tweede sacrale wervel draagt in de lengterichting een hoekige kiel. De buitenste zijkant van de middelste richel op het darmbeen heeft een aantal naar achteren en boven gerichte groeven. De beenschorten tussen de schachten van de zitbeenderen hebben een dikke wand en raken elkaar in een vrijwel glad vlak. De knobbel op het onderste zijvlak van het zitbeen heeft een ruw oppervlak. Het tweede en derde middenvoetsbeen raken elkaar zodanig dat een richel op het ene element in een groef op het andere rust. Benson gaf ook een unieke combinatie van op zich niet unieke eigenschappen aan: de derde tandkas van het dentarium is niet vergroot; het dentarium is in bovenaanzicht recht zonder verbreed voorste uiteinde; de interdentaalplaten van het dentarium zijn hoog.

### Skelet

#### Schedel
De schedel van Megalosaurus is slechts uit enkele elementen bekend. Moderne illustraties geven het dier meestal een vrij bolle kop, naar analogie met Allosaurus, maar die kan ook meer rechthoekig zijn geweest. De gevonden schedelelementen zijn in verhouding vrij groot ten opzichte van het overige materiaal. Dat kan erop duiden dat Megalosaurus een nogal grote kop had, maar kan ook op puur toeval berusten.
Dat het profiel van de kop onbekend is komt vooral doordat er geen praemaxilla is gevonden, het been dat de snuit vormt. De getoonde praemaxilla in de opstelling van Phillips is dan ook puur speculatief. Wel is het achterliggende bovenkaaksbeen ofwel maxilla bekend, het belangrijkste tanddragende bot van de bovenkaak. Anders dan bij de meeste bekende Megalosauroidea is bij Megalosaurus het bovenkaaksbeen niet sterk driehoekig door een lange en lage voorste tak maar vooraan nogal stomp vanwege een kort en hoog voorste gedeelte. Dit suggereert dat ook de snuit stomp was. De voorrand heeft aan de binnenkant bovenaan een naar beneden gericht kort voorste uitsteeksel; daaronder en meer aan de buitenkant zit in de voorrand een groot ovaal foramen, een opening, iets wat normaal is voor basale Tetanurae. Naast het uitsteeksel bevindt zich een ovale uitholling, het raakvlak met de bovenliggende tak van de praemaxilla die onder het neusgat doorloopt. De onderrand van het bovenkaaksbeen is gegolfd: vooraan wat bol en achteraan wat hol. Er staan dertien maxillaire tanden in het bovenkaaksbeen. Dat waren niet alle tanden in de bovenkaak: ervoor stond er ook nog een rijtje premaxillaire tanden, vermoedelijk vier. Achter en tussen de tandkassen bevinden zich niet-vergroeide driehoekige interdentaalplaten die de tanden van achteren ondersteunen. Deze platen zijn bij Megalosaurus vooraan opvallend lang, overeenkomstig de forse grootte van de voorste tanden zelf. Naar achteren toe worden ze snel kleiner, zij het dat bij de tweede en eerste tand de bases van de interdentaalplaten naar voren toe juist aflopen ten opzichte van de derde tand, een typisch kenmerk voor de Megalosauridae. De binnenzijden hebben verticale groeven. Boven de interdentaalplaten loopt aan de binnenkant een horizontale richel die over het grootste deel van zijn lengte vrij laag en afgerond is, maar in het middendeel wat scherper uitsteekt. De richel loopt naar voren uit in het voorgenoemde voorste uitsteeksel. Aan de binnenzijde wordt dit uitsteeksel door middel van een beenweb, aan de onderzijde doorboord door drie kleine foramina, verbonden met een tak richting verhemeltebeen. Deze tak is aan de bovenkant in de lengterichting uitgehold door een ondiepe trog en heeft aan de zijkant in dezelfde richting twee groeven lopen, een brede bovenste en een nauwe onderste. Het verhemeltebeen was boven de beenrichel met het bovenkaaksbeen verbonden en daarvan zijn nog groeven zichtbaar ter hoogte van de zevende tandkas en tussen de achtste en tiende tandkas. Nog verder boven de beenrichel liggen onder de basis van de bovenste tak twee pneumatische uithollingen. De buitenzijde van het bovenkaaksbeen is glad. Over de buitenste onderzijde van het bovenkaaksbeen loopt een horizontale rij van elf vrij grote ovale aderkanalen. Vanaf het zevende aderkanaal ligt boven die rij een tweede reeks van kleinere ronde openingen. De bovenste helft van de achterste tak richting jukbeen, die lang slank en schuin naar beneden gericht is, wordt beslagen door de uitholling voor de grote schedelopening, de fenestra antorbitalis. In het voorste deel van die uitholling is een verdere verdieping te zien die overeenkomt met de fenestra maxillaris die bij verwanten vaak het bot doorboort. Door beschadigingen kan niet worden vastgesteld of daar weer voor een kleinere fenestra promaxillaris aanwezig is. In de bovenste achterrand van de achterste tak ligt een groeve waarin het jukbeen past.
Het jukbeen maakt deel uit van de onderste achterhoek van de fenestra antorbitalis en wordt van daaruit doorboord door een groot foramen. Parallel aan de onderrand loopt een verdere reeks kleinere ronde foramina. Nog een foramen is aanwezig op de buitenzijde aan de basis van de tak richting het postorbitale. Al deze foramina duiden erop dat het element gepneumatiseerd is, uitgehold door een uitloper van de luchtkamer in het bot van het neusbeen. Dit kenmerk is, hoewel veel voorkomend bij andere theropode groepen, verder niet van de Megalosauridae bekend en dus vermoedelijk een autapomorfie, een onafhankelijk ontwikkeld uniek kenmerk. De tak naar het postorbitale heeft een driehoekig profiel. De vorm van de tak naar het traanbeen is door beschadigingen onduidelijk.

#### Onderkaken

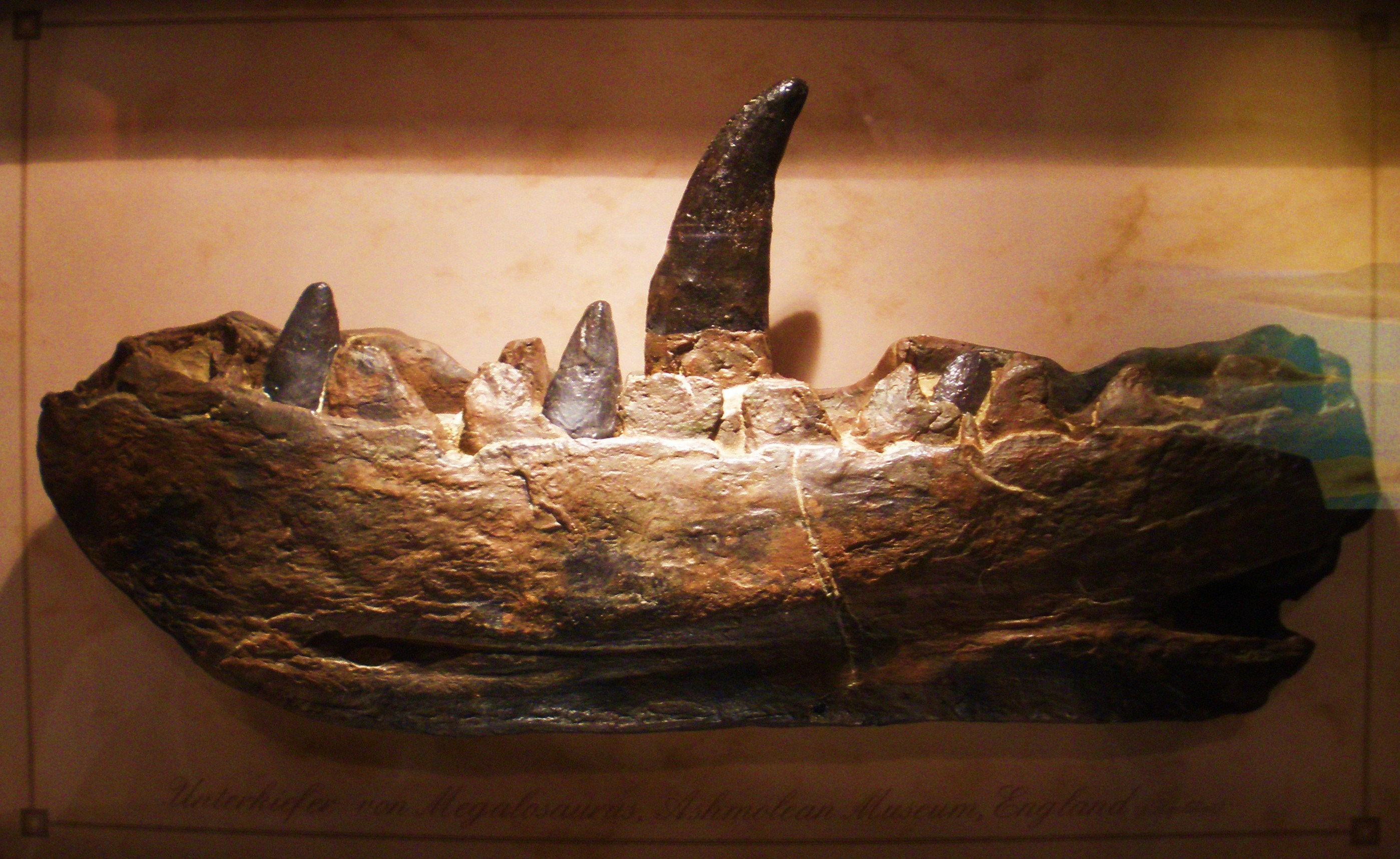
Een afgietsel van het lectotype, waarbij dit dentarium van de binnenzijde bezien wordt. Opvallend zijn de kleine vervangingstanden en de stompere driehoekige interdentaalplaten

De onderkaak is tamelijk robuust met een ongeveer parallel lopende boven- en onderrand. Van de bekende onderkaken of alleen de achterkant of de voorkant bewaard, het tandendragend dentarium. Het dentarium is in bovenaanzicht erg recht in plaats van vooraan naar binnen te buigen. Dit wijst erop dat beide onderkaken samen tamelijk smal waren. In 2008 meende Benson dat er op de onderste buitenkant van het dentarium dat het lectotype vormt een horizontaal lopende groeve aanwezig was, die hij aanduidde als een autapomorfie, maar in 2010 moest hij erkennen dat dit een beschadiging betrof. Een tweede vermeend kenmerk dat een hogere groeve met daarin ader- en zenuwkanalen ontbrak, bleek eveneens een illusie te zijn veroorzaakt door verwering van het fossiel. Er is bij andere dentaria van Megalosaurus op die positie een brede ondiepe trog te zien, net als bij Torvosaurus. Aan de binnenkant van het dentarium loopt ook een horizontale groeve, de fossa Meckeliana. Daarin bevindt zich bij het lectotype vooraan een enkel spleetvormig foramen, terwijl de meeste verwanten op die positie twee kleine ronde foramina hebben. In 2008 werd dit kenmerk als een autapomorfie aangemerkt, maar in 2010 nuanceerde Benson dat: bij de vele exemplaren van Allosaurus bleek het een kwestie van individuele variatie of er een enkele spleet of twee ronde gaatjes aanwezig waren, wat suggereert dat de vorm van het lectotype op dit punt op toeval berust. Wel een onderscheidende eigenaardigheid is dat de derde tandkas van voren niet vergroot is, een basaal kenmerk dat in 2008 Benson zelfs deed betwijfelen of Megalosaurus tot zijn eigen Megalosauroidea behoorde. Een typisch megalosauride kenmerk is echter dat de adergroeve tussen de interdentaalplaten en de rest van de binnenzijde open ligt tot aan de positie van de vijfde tand, waarachter de groeve overgroeid raakt. De combinatie van dit kenmerk en de kleine derde tandkas is in ieder geval uniek en bewijst dat Megalosaurus een geldig taxon is, ook indien men puur van het lectotype uitgaat. Michael Mortimer heeft er echter op gewezen dat de kleine tandkas een plesiomorfie is, een kenmerk dat typisch is voor theropoden basaler dan de megalosauriden, en dus in beginsel een eigenschap kan zijn die andere Megalosauridae wel verloren hebben maar Megalosaurus zelf niet. Dat maakt de kans vrij groot dat er afgesplitste verwante soorten bestaan hebben die ook deze unieke combinatie bezaten wat haar minder geschikt maakt als criterium om gevonden dentaria al dan niet aan Megalosaurus toe te wijzen.

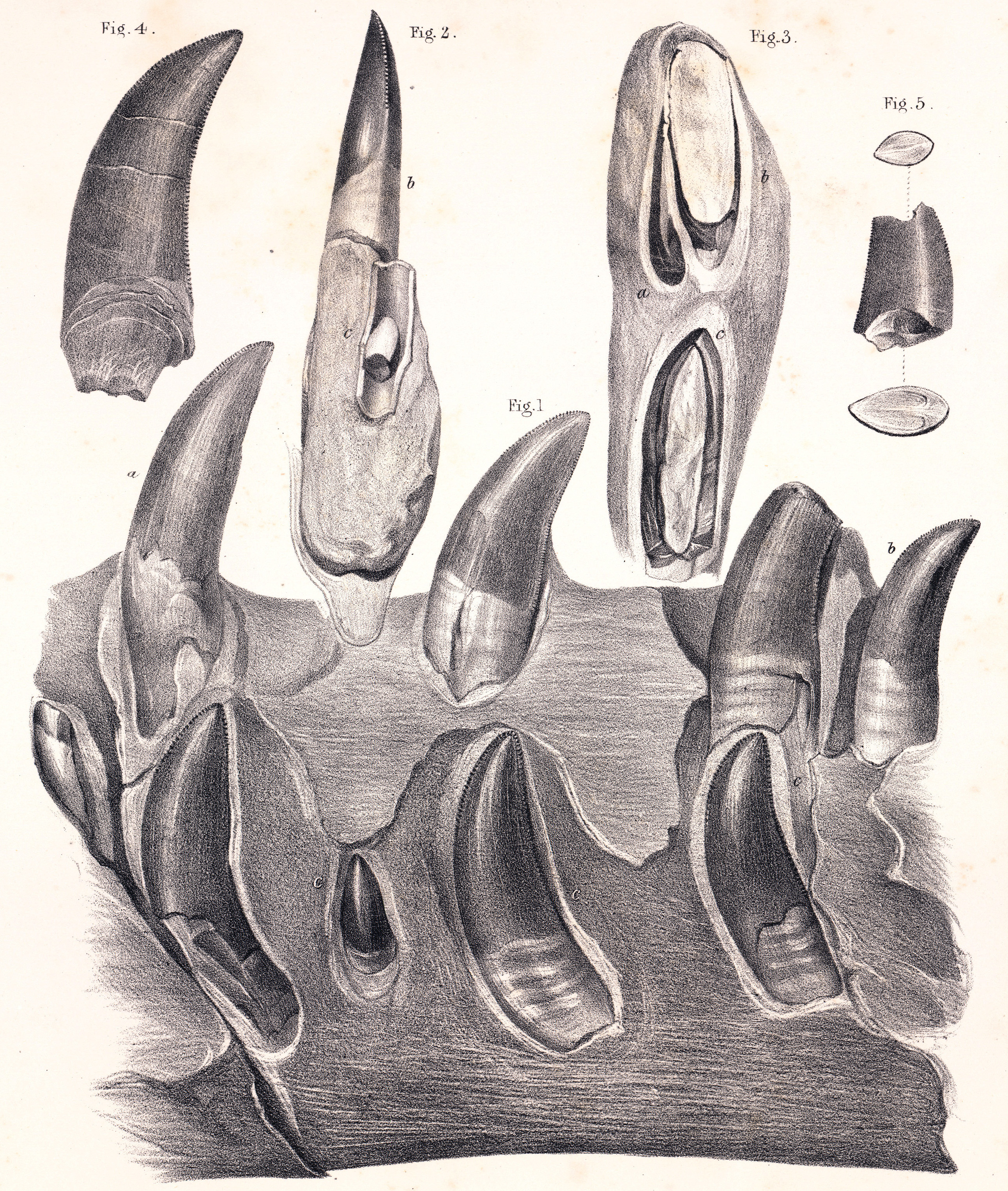
Dit in 1851 gevonden dentarium, dat fraai de vervangingstanden toont, zou later kwijt raken

De gevonden dentaria hebben maximaal elf tanden, maar ze zijn alle afgebroken en vermoedelijk was het aantal dentaire tanden dertien of veertien, net als bij verwanten. De interdentaalplaten zijn hoog en niet vergroeid. Anders dan de maxillaire interdentaalplaten zijn ze glad aan de binnenzijde. Dit zou gezien kunnen worden als een aanwijzing dat de gevonden dentaria niet bij de maxillae horen, maar Piatnitzkysaurus toont eenzelfde patroon. De fossa Meckeliana is ondiep en heeft twee foramina.
Een achterste stuk os surangulare is bewaard in specimen OUMNH J.29813. Dit beslaat aan de buitenkant ongeveer de helft van de hoogte van de onderkaak, aan de binnenkant twee derden. Het surangulare heeft vóór het articulare zelfs geen horizontale richel lopen op de buitenste zijkant; de meest Tetanurae hebben op die positie een opvallende beenplateau. De zijkant ervan toont wel, vóór het kaakgewricht een ovale opening, het foramen surangulare posterior. Een tweede opening vlak daarvoor, zoals bij Allosaurus, ontbreekt echter. Hetzelfde fossiel heeft ook een achterste stuk os angulare bewaard, onder het surangulare. Dat het over de bewaarde lengte hoog blijft, suggereert dat het doorliep tot aan de achterste kaakpunt. Ook toont dit specimen een os praearticulare in de vorm van een beenlaag die zich van onderen aan de binnenkant om het articulare heenwikkelt om het bovenop te ondersteunen. Van het os articulare zelf dat het onderste kaakgewricht vormt, is slechts en voorste stukje bewaard dat de voorste begrenzende richel van het gewricht laat zien.

#### Tanden

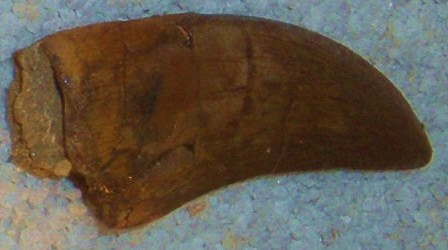
Een tand toegeschreven aan Megalosaurus

De tandformule bij Megalosaurus is vermoedelijk 4, 13-14/13-14, dus vier premaxillaire tanden, dertien of veertien maxillaire tanden en dertien of veertien dentaire tanden voor een totaal van dertig tot vierendertig per zijde en zestig tot achtenzestig per hoofd. Het is goed mogelijk dat er individuele verschillen waren in het aantal maxillaire en dentaire tanden of dat dit aantal veranderde tijdens de groei. Bij theropoden is het niet zeldzaam dat het aantal bij een individu zelfs verschilde tussen de linker- en de rechterzijde.
De maxillaire tanden hebben, zoals bij de meeste grote theropoden, een ovale doorsnede. De tanden zijn relatief groot, met de tandkroon tot zeven centimeter lang, staan recht op de kaakrand en krommen naar de punt toe geleidelijk naar achteren. De dentaire tanden hebben in wezen dezelfde eigenschappen, een aanwijzing dat ze tot hetzelfde taxon behoren. Daarop wijzen ook vorm en aantal van de denticula, de kleine vertandingen die een karteling vormen van de voorste en achterste snijranden van de tand. Bij beide tandtypen zijn er achttien tot twintig vertandingen per strekkende centimeter. De negende tand van OUMNH J.13506 blijkt een uitzondering doordat die een dichtheid van vierentwintig vertandingen toont op de achterrand. Tussen de tanden lopen kleine 'bloedgroeven' en in de vorm daarvan is er een verschil: bij de dentaire tanden zijn die typisch kort en staan loodrecht op de snijrand terwijl de maxillaire tanden langere groeven hebben die meer naar de basis van de tand gericht zijn. Deze kenmerken zijn echter per individuele tand erg variabel en Benson zag er geen argument in om een afkomst van dezelfde diersoort uit te sluiten.
Zowel de maxillaire als de dentaire tanden hebben een golvend oppervlak gevormd door horizontaal lopende lage richels en groeven. Als deze de snijranden naderen, buigen ze naar het tandspits toe. Hoewel dergelijke rimpelingen variabel zijn, hangt het verschil slechts af van de positie van de tand in de tandenrij en is geen gevolg van individuele variatie: binnen een soort is de vorm per positie dus in principe hetzelfde zodat deze kenmerken soortspecifiek zijn. In het materiaal van Megalosaurus hebben maxillaire en dentaire tanden hetzelfde oppervlakpatroon, opnieuw een teken dat het om één taxon gaat.
Ook de tweeëntwintig losse theropode tanden die uit de Stonefield Slate bekend zijn, kunnen op deze kenmerken getoetst worden en blijken dan vrijwel allemaal identiek aan de tanden die nog in de kaak zijn aangetroffen. De belangrijkste uitzondering is specimen OUMNH J.29776, een erg kleine tand met zesendertig vertandingen per strekkende centimeter. Benson denkt dat het wellicht een aparte soort kleine theropode vertegenwoordigt of anders het jong van een grote soort — niet noodzakelijkerwijs Megalosaurus.

#### Postcrania

##### Wervelkolom
De exacte indeling van de wervelkolom is onbekend. Bij meer basale Tetanurae, zoals Megalosaurus, is deze meestal opgebouwd uit tien halswervels, dertien ruggenwervels, vijf sacrale wervels en vijftig tot zestig staartwervels.
Uit het materiaal van Stonesfield zijn geen halswervels bekend, maar de vondsten uit de New Park Quarry omvatten specimen BMNH R9674, een stuk van een voorste middelste halswervel. Het wervellichaam daarvan is gebroken en onthult zo de aanwezigheid van grote luchtkamers. Het achtervlak van het wervellichaam is diep uitgehold. Op de zijden zijn grote pleurocoelen aanwezig, pneumatische uithollingen. De onderzijde is licht bol. De zijuitsteeksels zijn staafvormig en zijwaarts naar beneden gericht. Ze worden van onderen ondersteund door opvallende beenrichels tussen het wervellichaam en de diapofyse, het op het zijuitsteeksel aanwezige bovenste ribgewricht. De voorste richel is de dunste. De uitholling tussen deze richels is zeer diep, een aanwijzing dat hier uitlopers van de luchtzakken van de nekbasis tot in de luchtkamers reikten. Hoe diep de uithollingen onder de voorste en achterste gewrichtsuitsteeksels zijn, is onbekend door onvoldoende preparering. De voorste gewrichtsuitsteeksels staan ver uit elkaar en zijn schuin naar voren en boven gericht. Ook de achterste gewrichtsuitsteeksels staan wijd uiteen; hun gewrichtsfacetten zijn naar achteren en beneden gericht. Aan de onderste binnenzijden daarvan bevinden zich kleine pneumatische openingen in de wervelboog, boven de achterste ingang van het ruggenmergkanaal. Op de bovenzijde van het achterste gewrichtsuitsteeksel ontspruit een nog verder naar achteren reikende epipofyse die meer naar binnen gericht is.

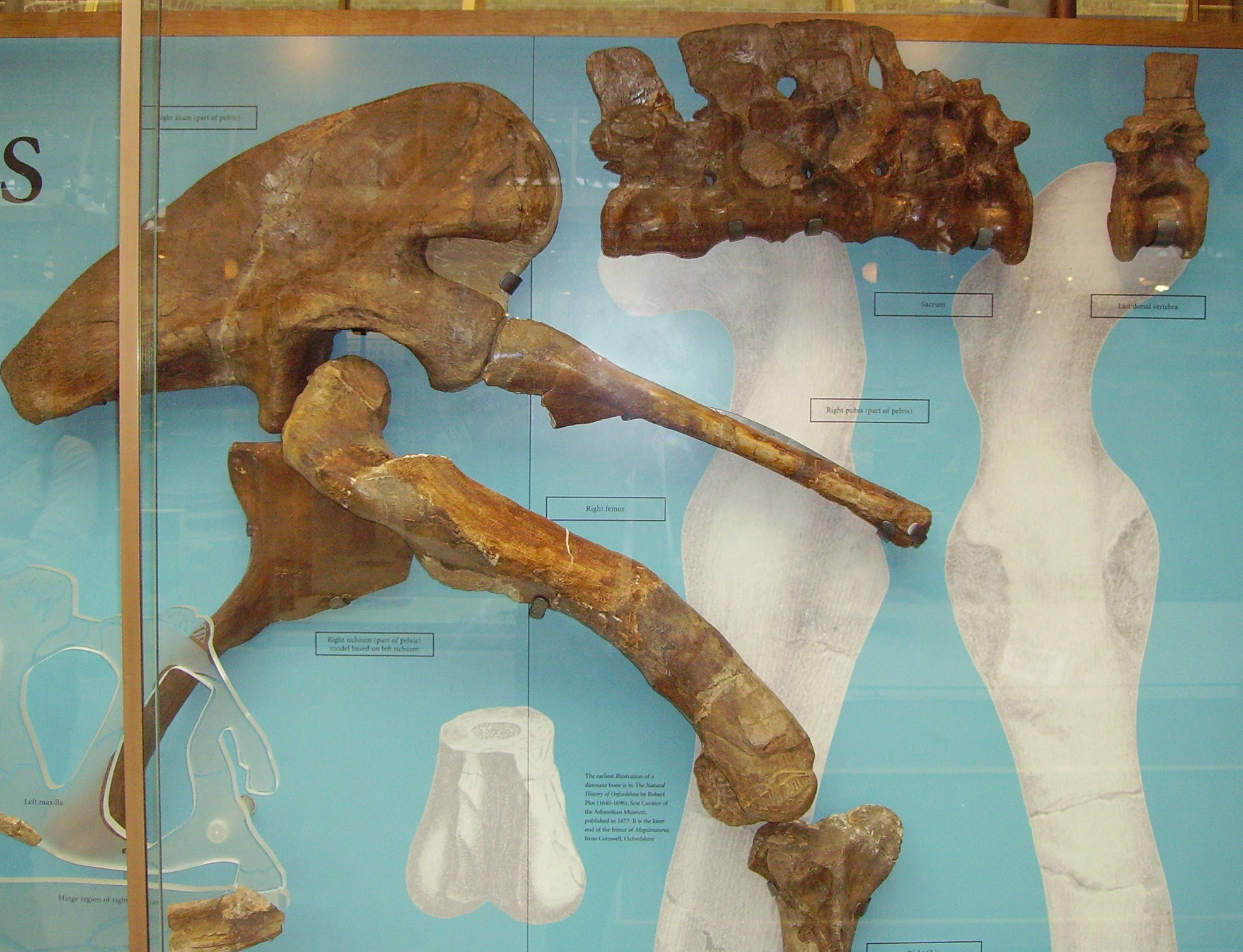
Een deel van de megalosaurusopstelling te Oxford. Het heiligbeen rechtsboven en de ruggenwervel daar rechts van zijn de specimina OUMNH J.13576 en OUMNH J.13577. In feite bevond het heiligbeen zich tussen de bekkenhelften, niet ervóór, zoals hier

De voorste ruggenwervels zijn van voren licht bol, van achteren hol. Hun onderzijden zijn gekield met een dikke en hoge richel die wel de helft van de totale hoogte van het wervellichaam uitmaakt. De basis ervan ligt verdiept ten opzichte van de zijvlakken van de onderkant. Schuin achter en boven de parapofyse, het onderste ribgewricht, is wellicht een pleurocoel aanwezig; een achterste pleurocoel ontbreekt. Bij de achterste ruggenwervels zijn het voorvlak en het achtervlak van het wervellichaam uitgehold, het achterste vlak wat dieper. Beide oppervlakken zijn wat hoger dan breed. Onmiddellijk onder de naad van de wervelboog ligt een ondiepe brede uitholling op het zijvlak van de wervel, die doorboord wordt door twee achter elkaar gelegen aderkanalen. Volgens Benson gaat het hier niet om een pleurocoel en zijn de achterste ruggenwervels niet gepneumatiseerd. Het zijuitsteeksel wordt ondersteund door een dikke achterste richel tussen wervellichaam en diapofyse. De uithollingen onder de diapofyse en het achterste gewrichtsuitsteeksel hebben aderkanalen: twee bij de eerste en één bij de laatste. De facetten van de voorste gewrichtsuitsteeksels zijn naar voren, boven en iets naar binnen gericht. Tussen deze uitsteeksels ligt een uitsparing, het hypantrum, die dient als articulatie met het secundaire gewrichtsuitsteeksel van de voorliggende wervel, de hyposfeen. De hyposfeen heeft in achteraanzicht een driehoekige doorsnede. Hij ontspruit tussen en onder de achterste gewrichtsuitsteeksels. De facetten van deze postzygapofysen zijn naar onderen en bezijden gericht. Tussen het hyposfeen en de uithollingen onder de achterste gewrichtsuitsteeksels liggen lage richels. Het doornuitsteeksel van de achterste ruggenwervels is vrij hoog, met een lengte die minstens twee derden van de hoogte van het wervellichaam bedraagt, en overdwars nauw. De werkelijke hoogte is onbekend maar afgaande op de toestand bij een staartwervel uit het materiaal uit de New Park Quarry, BMNH R9677, die de totale wervelhoogte verdubbelt zou er weleens een soort lage kam op de rug van Megalosaurus gestaan kunnen hebben, zodat Owen de plank nog niet zo missloeg toen hij zich liet inspireren door de wervels van Becklespinax.

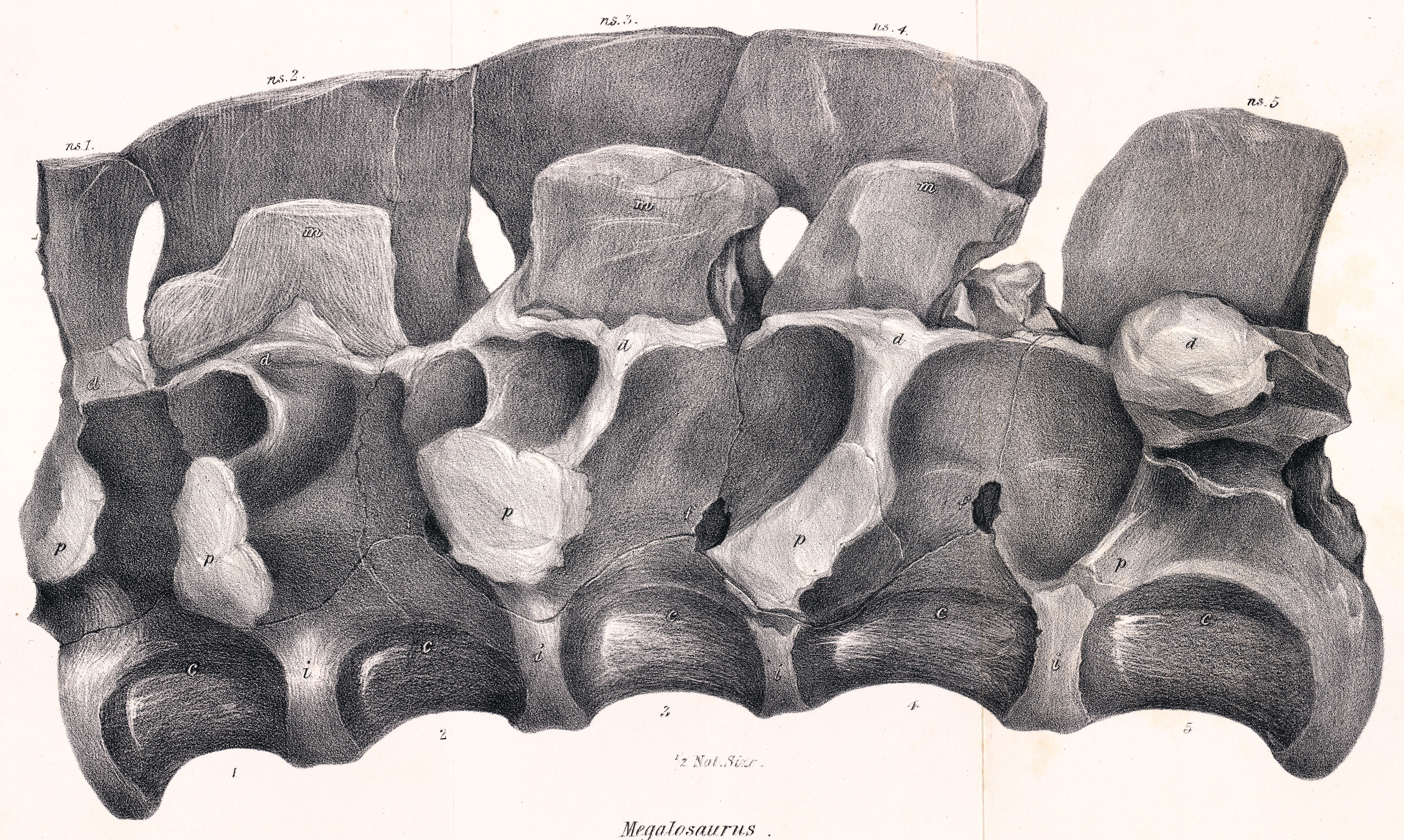
OUMNH J.13576 van de linkerzijde bezien

Onze kennis van het heiligbeen van Megalosaurus is vooral gebaseerd op specimen OUMNH J.13576. Het sacrum omvat vijf wervels. Die zijn ongeveer gelijk in lengte behalve de derde die wat korter is. Hun wervellichamen zijn vergroeid; de versmelting tussen de derde en vierde wervel is het hechtst wat doet vermoeden dat die de oorspronkelijke twee sacrale wervels zijn die alle Dinosauria delen en dat wervels een en twee 'ingevangen' dorsosacrale wervels zijn en wervel vijf een ingevangen caudosacrale wervel vertegenwoordigt. Ook hun doornuitsteeksels zijn vergroeid hoewel de beennaden duidelijk zichtbaar blijven. De wervelbogen zijn echter niet vergroeid zodat er gaten in de vorm van staande ovalen vallen tussen de supraneurale plaat en de wervellichamen. De wervelbogen zijn achteraan wat korter dan de wervellichamen zodat de wervelboog van de achterliggende wervel het lichaam van de voorliggende wervel overhangt. De onderkant van de sacrale wervels is bol en gelijkmatig afgerond. De tweede wervel draagt echter op de onderzijde een lage hoekige kiel. Bij verwanten bevindt die kiel zich meestal op de derde of vierde wervel zodat dit een uniek kenmerk lijkt van Megalosaurus. Het sacrum heeft geen echte pleurocoelen of pneumatische openingen maar direct onder de wervelboog bevinden zich aan de zijkanten wel uithollingen die het breedst maar ook het kleinst zijn bij de eerste en vijfde wervel. De aanhechtingen voor de sacrale ribben zijn robuust; bij de eerste en vijfde wervel zijn ze hoog gelegen, iets onder de diapofyse — die in het heiligbeen dus op zichzelf geen rib draagt — en bij de tussenliggende wervels lager, ter hoogte van de naad van de wervelboog. Bij verschillende exemplaren is te zien dat de aanhechtingsvlakken over de wervels doorlopen. Dat de diapofyse bij OUMNH J.13576 niet in het verlengde van de sacrale rib ligt, komt doordat de zijuitsteeksels bij dit exemplaar bijna recht omhoog staan, parallel aan het doornuitsteeksel. De sacrale rib staat zo bijna haaks op de, in feite zijwaarts gedraaide, 'onderkant' van het zijuitsteeksel. Aan de voorzijde daarvan loopt een richel tussen de diapofyse en het aanhechtingsvlak. Benson nam aan dat de eigenaardige verticale stand het gevolg was van een vervorming tijdens het fossiliseringsproces. De eerste sacrale wervel heeft niet-vergroeide voorste gewrichtsuitsteeksels die in vorm overeenkomen met die van de ruggenwervels met platte naar voren en omhoog gerichte facetten.

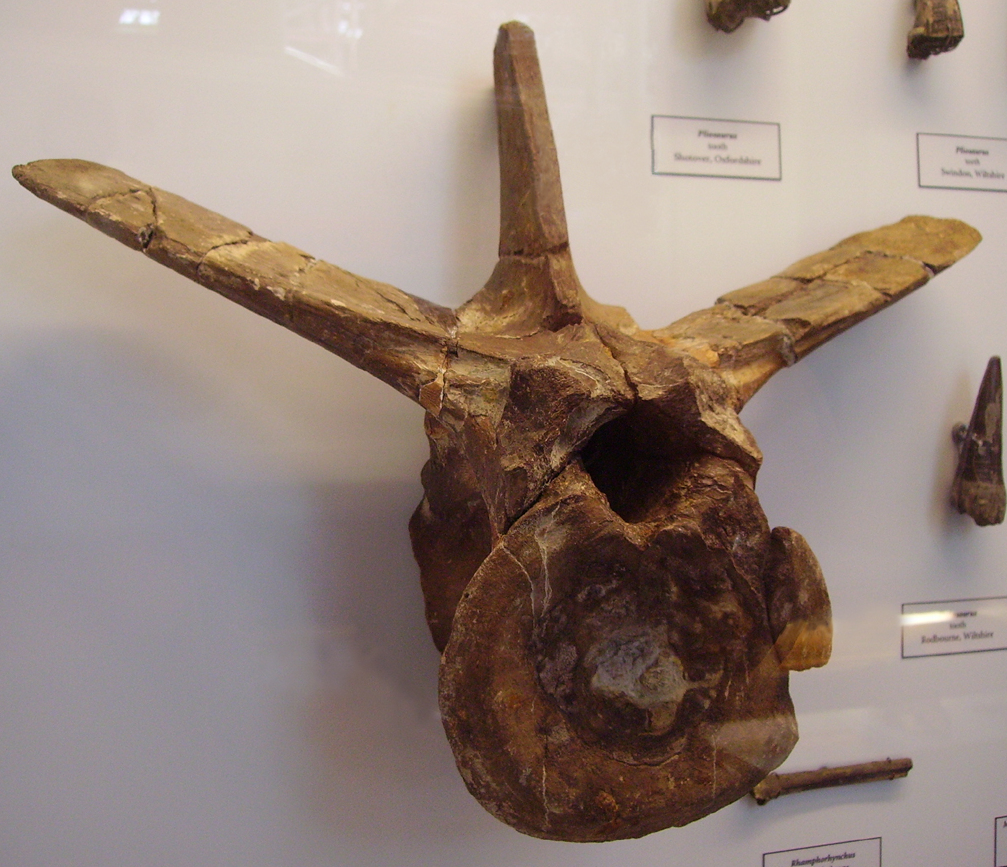
Voorste staartwervel BMNH 9672, welke een afgebroken doornuitsteeksel heeft

Bij de voorste staartwervels zijn de gewrichtsvlakken van de wervellichamen iets breder dan hoog. Deze wervels zijn amficoel: met de centra aan voor- en achterzijde uitgehold, hoewel de uitholling aan de voorkant zeer gering is, zodat ze ook amfiplat genoemd zouden kunnen worden. Het achtervlak ligt wat lager dan het voorvlak dat iets naar voren helt. De onderkant heeft een brede groeve die achteraan diep is maar naar voren toe geleidelijk vervlakt. Direct onder de wervelboog heeft het zijoppervlak een brede uitholling. De uitholling wordt doorboord door een gering aantal kleine aderkanalen die per wervel verschillend geplaatst zijn. De zijuitsteeksels zijn smal en steken van de wervelboog af naar achteren en iets naar boven. Hun uiteinden zijn iets verbreed. Onderaan worden ze ondersteund door een voorste en achterste richel, uiteindelijk samenvloeiend, tussen de diapofyse en het wervellichaam. De achterste gewrichtsuitsteeksels hebben naar bezijden en beneden gerichte facetten. Tussen hun bases ontspruit een kort hyposfeen. Het doornuitsteeksel is overdwars dun en beslaat ongeveer twee derden van de lengte van de wervel. Het doornuitsteeksel is naar achteren gericht; het profiel van de voorrand buigt na een plotse lage knak geleidelijk weer omhoog. De hoogte bedraagt iets minder dan anderhalfmaal die van het wervellichaam, negentien centimeter bij BMNH R9677 waar deze processus spinosus hoger is dan centrum en wervelboog samen.
Bij de middelste staartwervels is het achtervlak van het wervellichaam hoger dan breed en uitgehold. Het centrum is ook langer dan hoog; dit is sterker het geval in meer naar achteren gelegen wervels. De onderkant heeft een duidelijke lengtegroeve. Ook hier zijn er zijdelingse uithollingen onder de wervelboog bezaaid met aderkanalen. Meer naar achteren toe worden de werveluitsteeksels smaller, gaan ze meer horizontaal staan in plaats van schuin omhoog en verdwijnen de verbreding aan het uiteinde en de ondersteunende richels aan de onderkant. De voorste gewrichtsuitsteeksels staan schuin omhoog met naar boven en midden gerichte facetten. De gewrichtsuitsteeksels staan overdwars verder uit elkaar; van een secundair hyposfeen-hypantrum-gewrichtscomplex ontbreekt ieder spoor. De doornuitsteeksels zijn dun met een basis die korter is dan het wervellichaam.
Bij de nekribben liggen de ribkoppen dicht opeen. Hun schacht is kort en eindigt in een punt. Tussen de ribkoppen bevindt zich geen pneumatische opening, wel is er een ondiepe groeve op de voorkant van het beenweb dat beide koppen verbindt. Bij de voorste middelste ribben steken de ribkoppen duidelijk uit. Naar achteren toe in de reeks komen ze verder uit elkaar te staan en de bovenste ribkop, het tuberculum, steekt minder uit. De ribschacht kromt naar beneden en midden, zo de vorm van de ribbenkast aangevend die hoog was en nauw. Het voorvlak van de ribschacht bolt overdwars, het achtervlak heeft in de lengterichting een groeve. Bij sommige middelste ribben wordt deze groeve aan de buitenzijde begrensd door een naar achteren uitstekende richel.

##### Ledematen

###### Schoudergordel en arm
In de schoudergordel zijn bij alle bekende exemplaren het schouderblad en het ravenbeksbeen naadloos vergroeid, hoewel de zone van de vergroeiing aan beide zijden een verdikking vormt; aan de binnenzijde is deze verdikking verticaal gegroefd. Het schouderblad is vrij kort en breed met een verhouding tussen de lengte en de kortste breedte van ongeveer 6,8. Dit is een basaal kenmerk dat zeldzaam is bij de Tetanurae. Het blad buigt naar boven toe in zijaanzicht ook iets naar beneden; in bovenaanzicht buigt het naar achteren toe geleidelijk naar binnen, aansluitend bij de nauwe en hoge borstkas. Op de onderrand van het blad loopt een dikke richel vanaf net onder het schoudergewricht tot net boven het midden van de bladlengte waar zij geleidelijk met het blad vervloeit. Bovenaan en in het midden is het blad aan de onderrand dikker. De bovenrand heeft in het midden van voor naar achter een opvallende maar lage kamvormige verbreding die ongeveer dertig procent van de rand beslaat. Deze kam is overdwars dunner dan het eigenlijk blad zelf. Dit is een uniek kenmerk, een autapomorfie, van Megalosaurus met een onbekende functie. De kam loopt bovenaan en onderaan geleidelijk in de rand over. Hierdoor ontstaat onderaan de kam een lichte insnoering van het blad maar nog iets lager begint het blad weer te verbreden totdat het het ravenbeksbeen raakt. Het blad is hier overdwars dun en aan de buitenzijde afgeplat. Waar het de vergroeiing met het ravenbeksbeen nadert, verdikt het weer overdwars. De bovenrand heeft onderaan het gebruikelijke uitsteeksel, de processus acromialis. Wellicht droegen de processus acromiales een vorkbeen maar zo'n element is bij Megalosaurus nog onbekend. Het uitsteeksel staat haaks op de bovenrand, in zijaanzicht schuin naar boven stekend. Het vormt een lage spits met holle hellingen. De precieze bouw ervan kan niet worden vastgesteld door beschadigingen; het is in ieder geval overdwars vrij dun. Aan de onderste basis van het uitsteeksel bevindt zich een uitholling die doorloopt tot over het ravenbeksbeen. Het schouderblad draagt iets meer dan de helft bij aan de oppervlakte van het schoudergewricht dat schuin naar beneden en schuin zijwaarts gericht is.
Het ravenbeksbeen vormt een ovale plaat waarvan de hoogte groter is dan de breedte in het verlengde van het schouderblad gemeten. De buitenzijde is bol. In het midden, net onder het raakvlak met het schouderblad, wordt het ravenbeksbeen doorboord door een groot ovaal foramen, waarvan het kanaal naar binnen toe omlaag loopt. De gebruikelijke bult op het zijvlak voor de aanhechting van de opperarmspieren ontbreekt. Het uitsteeksel aan de achterste onderrand is kort en afgerond.
Het opperarmbeen is robuust met een grote doorsnede. De lengte, bij specimen OUMNH J.13575 388 millimeter, is ongeveer tweemaal de omtrek. De uiteinden zijn sterk verbreed. Het bovenste uiteinde is dat vooral overdwars zodat een spatelvormige afgeplatte beenplaat ontstaat. De schacht is, hoewel recht, naar onderen toe vijfendertig graden naar buiten om zijn lengteas gedraaid, zodat de onderste binnenste gewrichtsknobbel schuin naar voren staat. Van boven bezien vormt de opperarmbeenkop een ovaal die tweemaal zo lang is als breed. De kop heeft een licht gezwollen rand die het plaatvormige lagere gedeelte naar voren overhangt. De rand eindigt aan beide zijden in twee ongeveer even grote punten die aparte bulten vormen. De binnenste, afhangende, bult is driehoekig en van voren naar achteren gemeten langer dan de buitenste bult die het profiel van achteren bezien een vierkante bovenhoek geeft. De binnenste bult loopt naar de binnenzijde over in een uitstekend gedeelte dat van boven naar beneden gebold is. De tegenoverliggende buitenzijde is juist breed uitgehold. De buitenste voorzijde van de schacht draagt een crista deltopectoralis, een beenkam voor de aanhechting van verschillende spiergroepen waaronder de musculus pectoralis major en de musculus deltoideus. De kam vormt een langwerpige driehoekige plaat, met ongeveer de helft van de schachtlengte, die zijn hoogste punt vlak boven zijn onderste uiteinde heeft. Boven die punt ligt op de buitenzijde een eivormige lichte verruwing, vermoedelijk een aanhechtingspunt. Een groter hechtingspunt, meer bultvormig uitstekend, bevindt zich aan de achterste basis van de kam; de top van de bult wordt uitgehold door een van boven naar binnen lopende ovale groeve. De doorsnede van de schacht is min of meer rond, iets breder van voren naar achteren dan overdwars. Er is in de lengterichting een langwerpige bolling aanwezig op de achterzijde. De onderste gewrichtsknobbels worden door brede driehoekige sleuven gescheiden waarvan de achterste de breedste is.
De ellepijp is zeer robuust; bij geen enkel ander bekend lid van de Tetanurae is dit element zwaarder gebouwd als het langer is. Het is alleen bekend van één linkerellepijp, specimen BMNH 36585 met een lengte van 232 millimeter en een minimumomtrek van 142 millimeter. In vooraanzicht is de schacht recht. De bovenkant heeft een van voor naar achter bollend raakvlak met het opperarmbeen; dit facet is in die richting lang, overdwars smal. Het raakvlak wordt ondersteund door een zware beenstijl aan de voorste binnenkant die naar onderen lager wordt en rond het midden van de schacht daarmee versmelt. Op de achterste bovenkant bevindt zich een opvallende processus olecrani, de aanhechting voor de musculus triceps brachii. De binnenkant van de ellepijp is plat met een trog in de bovenzijde. De buitenzijde draagt een robuuste lengterichel die het hoogst is bij de processus olecrani en iets boven het midden van de schachtlengte ermee versmelt.
Wat er van de arm van Megalosaurus bekend is, wijst op een relatief grote lengte voor een basale theropode van ongeveer tachtig centimeter en vooral een krachtige musculatuur. Het kan zijn dat die spieren dienden om een forse drievingerige hand te bewegen, uitgerust met een vervaarlijke duimklauw. Meestal wordt Megalosaurus zo afgebeeld, maar in feite is er geen enkel handbeen bewaard gebleven.

###### Bekken en achterpoot

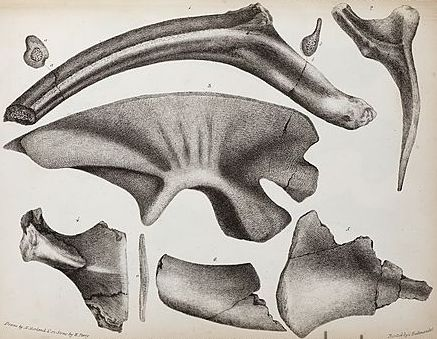
In het midden het rechterdarmbeen afgebeeld door Mary Morland; reeds haar waren de verticale richels op de zwelling boven het heupgewricht opgevallen. De voorrand is beschadigd

In het bekken is het darmbeen een lage en lange plaat waarvan het bovenprofiel grotendeels bol is. Het voorblad is vrij kort en heeft vooraan een driehoekig profiel met een afgeronde naar voren stekende punt en een tweede afhangende punt die van voren bekeken iets zijwaarts gericht is. De afhangende punt vormt samen met het aanhangsel voor het schaambeen een schuin naar beneden en voren gerichte inkeping. Het ondervlak van het darmbeen is boven de inkeping niet ingekorven. Het zijvlak van het darmbeen is diep uitgehold als aanhechting voor de musculus iliofemoralis die het dijbeen naar voren heft. De uitholling wordt omringd door groeven, vooral bovenaan en achteraan, bij de overgang naar het zijdelings bolle achterblad. Van de opstaande bovenrand van het heupgewricht af steekt een lage gezwollen richel schuin naar achter in de uitholling. Op de zwelling lopen in dezelfde richting een aantal parallelle groeven, een uniek kenmerk. Twee foramina doorboren het blad achter de zwelling; een derde foramen bevindt zich schuin achter het aanhangsel voor het zitbeen en twee foramina doorboren de inkeping bij het voorblad. Het achterblad is langer en heeft een min of meer rechthoekig profiel. De onderzijde van het achterblad wordt in de lengterichting uitgehold door een trog voor de aanhechting van de musculus caudofemoralis brevis die zo diep is, tegelijk oplopend aan de binnenkant, dat Benson de hierdoor niet meer congruente binnenzijde van het achterblad als een apart 'binnenblad' aanduidde, een beenplaat die in zijaanzicht op twee punten achter het achterblad tevoorschijn komt: in de hoek tussen het achterblad en het aanhangsel voor het zitbeen, die er recht door afgesneden wordt, en aan de achterste bovenhoek van het darmbeen waar het 'binnenblad' een uitstekende, iets omhoog gerichte, punt vormt. De onderkant van deze punt wordt in de lengterichting ingekorven door diepe groeven. Deze punt is een typisch megalosauride kenmerk. De trog in de onderzijde is tamelijk nauw maar verbreedt naar achteren iets overdwars. Het aanhangsel voor het schaambeen steekt schuin naar voren uit. De voorrand ervan is licht bol. Het raakvlak met het schaambeen is plat en ongeveer 1,6 maal zo lang als overdwars breed. Een trog op de achterrand, meteen de voorrand van het heupgewricht, geeft dit raakvlak van onder bezien een hartvorm. De binnenlob daarvan is wat smaller dan de buitenlob. De richel boven het heupgewricht steekt naar buiten en onderen uit, de bovenkant van het gewricht in zijaanzicht bedekkend. Het aanhangsel voor het zitbeen steekt schuin naar achteren uit. Het is kleiner dan het aanhangsel voor het schaambeen. Het heeft een plat raakvlak met het zitbeen. De voorzijde van het aanhangsel is plat, iets zijwaarts gericht; de achterzijde is in doorsnede afgerond. Die voorzijde vormt meteen de achterkant van het heupgewricht, waarvan de bovenrand sterker nog dan de voorrand overdwars uitgehold is.

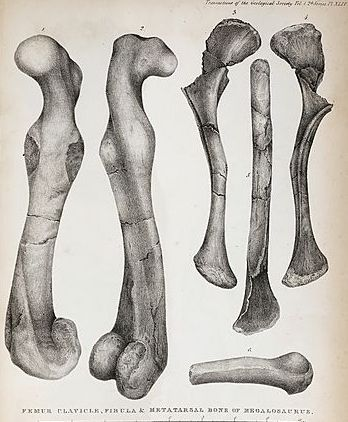
Het linkerdijbeen, links, van de binnenkant en de achterkant bezien; het linkerschaambeen OUMNH J.13567 van de binnenkant bezien; en het linkerzitbeen OUMNH J.13565 in twee aangezichten. Buckland zag de laatste twee elementen per abuis aan voor respectievelijk een kuitbeen en een sleutelbeen

Het schaambeen is recht hoewel de achterrand licht hol is ten opzichte van verbredingen bovenaan en onderaan. Bovenaan verbreedt de schacht van voren naar achteren en versmalt overdwars. De schaambeenderen zijn met elkaar verbonden via een beenschort dat hoog achteraan begint en helemaal naar de onderste voorkant doorloopt. Door de schort in combinatie met een cilindervormige schacht heeft het schaambeen een druppelvormige doorsnede. De schort is smal en de schaambeenderen moeten met hun schachten vrij dicht tegen elkaar hebben gelegen.

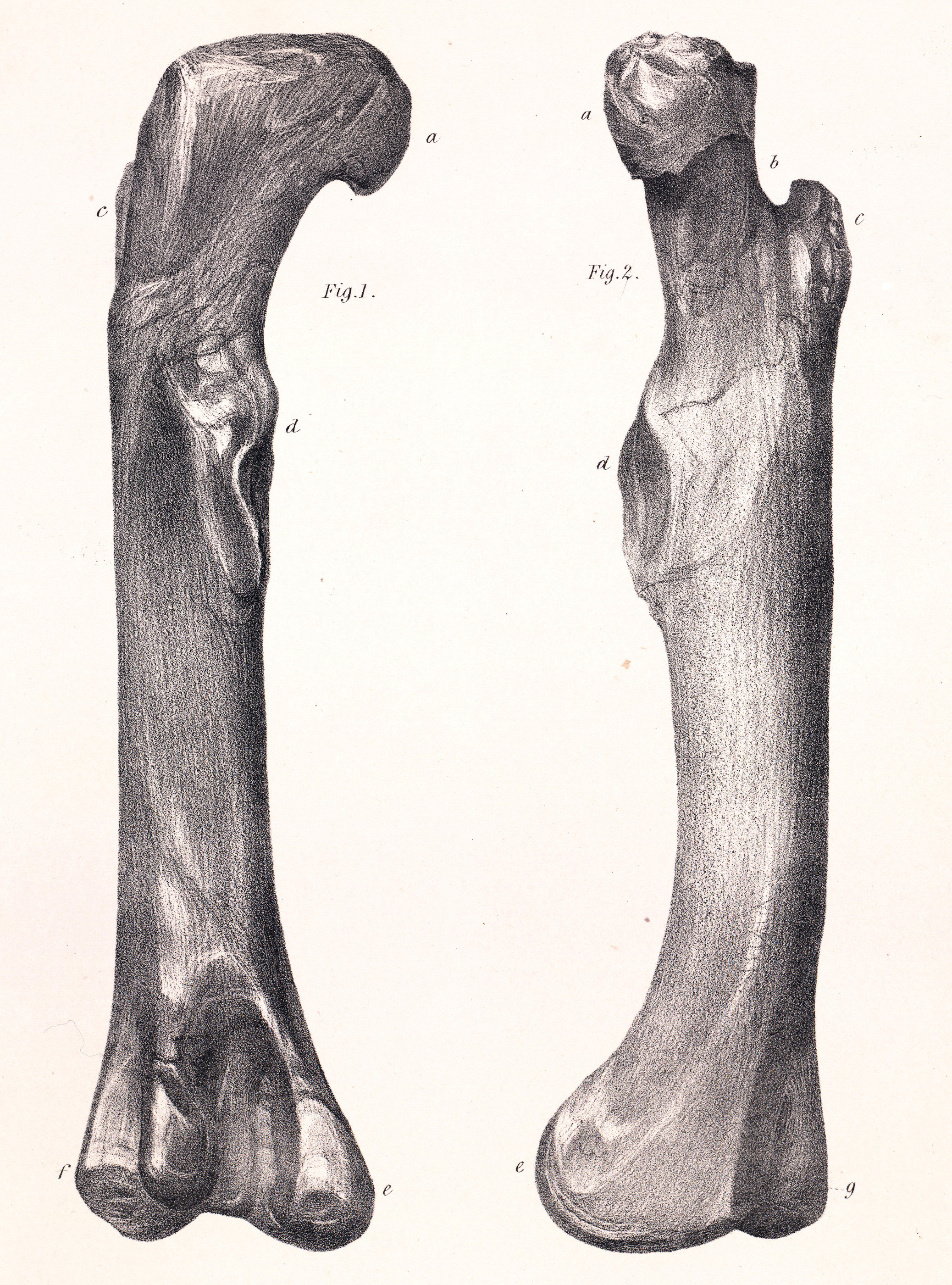
Een linkerdijbeen van achteren (links) en van binnen bezien

Het zitbeen is licht S-vormig gebogen in de zin dat de schacht eerst meer naar beneden kromt en over de onderste helft meer naar achteren. Op het overgangspunt van beide helften bevindt zich aan de buitenste achterrand een ovale verruwde bult waardoor die rand een plotse knik naar beneden lijkt te maken. De vorm van de bult is uniek binnen de Theropoda. De opgaande tak richting darmbeen is van voor naar achteren gemeten een stuk breder dan de schacht en verbreedt zich overdwars naarmate hij het raakvlak nadert. De tak heeft een elliptische doorsnede waarbij de buitenkant wat boller is dan de binnenkant. De buitenkant heeft aan de achterste bovenhoek een kleine uitholling. Daaronder strekt zich naar beneden een langwerpige zeer intense verruwing uit. De binnenkant van de tak is bedekt met verticale groeven. De voorrand van het zitbeen loopt bovenaan uit in een processus obturatorius in de vorm van een lage richel, van de schacht gescheiden door een inkeping. Deze richel loopt aan de binnenzijde naar beneden uit in een dikke beenschort aan de binnenste achterkant van de schacht. De schort steekt opvallend uit en haar raakvlak met de tegenhanger van het andere zitbeen is vlak en licht golvend. Die dikte is een uniek kenmerk voor een basale tetanuur. De voorkant van de schort is ruw en heeft aan de onderste basis een lengtegroeve. De schort beslaat de helft tot twee derden van het middendeel van de schacht. Onderaan wordt de schort dunner voordat ze in de schacht overvloeit. Onder dit punt waaieren over de binnenkant van de schacht verschillende lengtegroeven naar beneden uit. Onderaan loopt de schacht geleidelijk uit in een 'voet' die zowel van voor naar achteren als overdwars verbreed is. De voorste en achterste punten ervan zijn ongeveer even groot. De onderrand is licht bol en van beneden bezien min of meer ovaal in doorsnede: een lage verticale zwelling op de achterste buitenkant van de voet geeft deze ook een iets driehoekige doorsnede. De binnenzijde van de voet is in het algemeen vlak maar heeft een licht verruwd oppervlak. De binnenste voor-, achter- en onderrand zijn iets gezwollen; de achterste zwelling loopt uit in een beenplaat die in zijaanzicht een stijl vormt naar de onderrand toe.
Het dijbeen is in vooraanzicht recht. In zijaanzicht kromt het bollend naar voren. De schacht is overdwars breder dan van voren naar achteren. De vlakke achterkant is licht naar buiten gericht. De uiteinden, met uitzondering van de eigenlijke gewrichtsvlakken, tonen uitgebreide lengtegroeven. De dijbeenkop staat haaks op de schacht en is 20° naar voren gericht. De kop heeft een rand aan de voorkant en bovenkant maar loopt in een geleidelijke buiging over in de achterkant van de schacht. De kop vernauwt naar achteren toe richting trochanter major. De achterkant van de kop toont een ondiepe groeve die schuin naar boven en binnen gericht is. De groeve vormt de buitenste en bovenste begrenzing van een brede beenlip aan de binnenste onderkant van de achterzijde. De lip staat, anders dan bij veel basale theropoden, niet af van het niveau van de achterzijde. De onderkant van de kop vormt een afhangende punt. Die loopt naar voren over in een overhangende richel die zich aan de voorkant voortzet tot een punt boven de middenlijn van de schacht. De trochanter major is breed ten opzichte van zijn hoogte; naar achteren loopt hij geleidelijk in de schacht over, aan de voorkant is er een scherpe rand. De daar voor liggende trochanter minor, die een brede beenstijl vormt, van de trochanter major gescheiden door een kloof, is robuust met een overdwars dikke basis. Aan de voorste basis van de trochanter minor bevindt zich een bijkomende trochanter in de vorm van een lage overdwars gezwollen verheffing. Achter de basis van de trochanter minor is het gebruikelijke beenplateau op de zijkant van de schacht maar weinig verdikt. De vierde trochanter heeft de vorm van een hoge naar achteren uitstekende wig. Aan de binnenzijde hiervan loopt een vlakke ovale verheffing tot over de schacht uit, de aanhechting voor de musculus caudofemoralis longus, de grote retractorspier van de staartbasis. Aan de bovenkant van dit plateau bevindt zich een licht ruwe bult. De top van de wig vormt een golvende kam met ruwe groeven aan de buitenkant, die schuin van voren naar boven lopen. De buitenste onderste gewrichtsknobbel is breder dan de binnenste die echter verder naar achteren en beneden steekt. De achterkant van de buitenste knobbel heeft een schuin naar buiten gerichte stevige kam, de crista tibiofibularis. Een nauwe groeve verbindt deze kam met een kleine uitholling op het ondervlak van het dijbeen. De achterste groeve tussen de twee gewrichtsknobbels, voor de pees van de buigende spier, is vlak en wordt bovenaan begrensd door twee schuine richels, een ontspruitend uit de bovenkant van de binnenste gewrichtsknobbel, de ander uit de crista tibiofibularis. De richels ontmoeten elkaar op een punt twintig centimeter boven de onderkant gelegen. Er is ook een voorste groeve, voor de pees van de strekkende spier. Ernaast is het voorvlak van de binnenste knobbel plat en iets naar buiten gericht; dat van de buitenste knobbel is geleidelijk afgerond. Aan de binnenste bovenkant van de voorste groeve bevindt zich een sterke verruwing die naar binnen overloopt in een lage lengterichel die kenmerkend is voor de Megalosauroidea en afwijkt van de bij Jurassische theropoden meer gebruikelijke uitholling die overgaat in een scherpe kam.

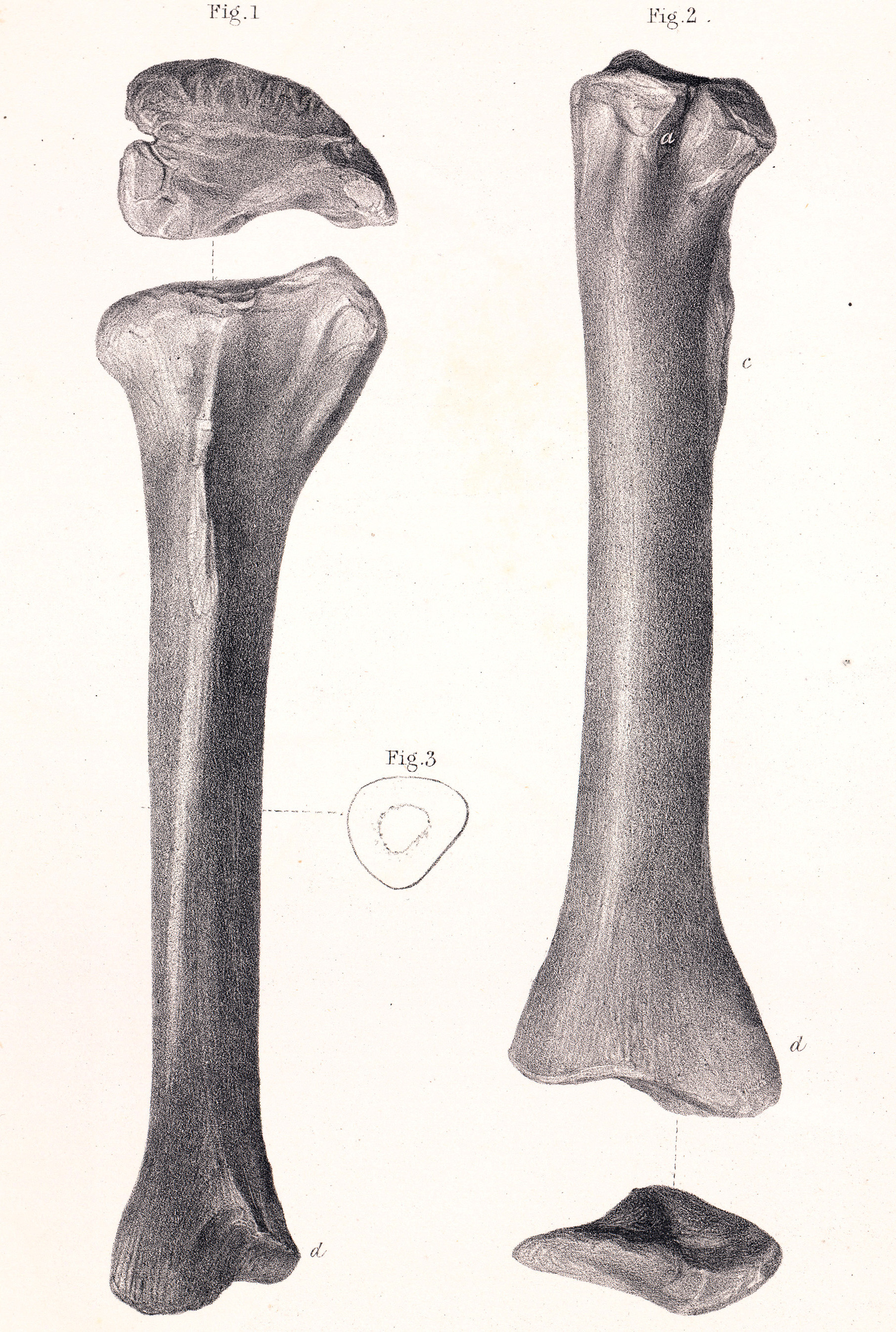
Een scheenbeen van de buitenste zijkant (links) en van achteren bezien

Het scheenbeen heeft een rechte schacht die iets naar binnen kromt. Naar onderen toe wordt de schacht steeds verder van voor naar achter afgeplat; de voorkant is zo breed en plat. Meer aan de buitenzijde is er onder de crista fibularis een schuin naar voren en buiten wijzend langwerpig facet. Overigens is de schacht gelijkmatig gerond wat een grotendeels ovale dwarsdoorsnede oplevert. Het bovenvlak is aan de binnenzijde wat hoger zodat het naar buiten toe licht afloopt. De achterzijde van het bovenvlak vormt twee in bovenaanzicht stompe knobbelvormige beenplateaus die gescheiden worden door een diepe inkeping. Het hoogste punt van het bovenvlak is de crista cnemialis die schuin naar voren en buiten uitsteekt. Deze kam is van de buitenste achterkant gescheiden door een uitholling, de incisura tibialis, en heeft op het buitenste zijvlak een verticale richel lopen. Aan de overliggende zijde is de rand vóór de binnenste achterkant juist licht bol; eronder wordt de bovenste binnenzijde van de schacht bedekt door een gelijkmatige reeks van vier verticale ondiepe uithollingen. Op de bovenste buitenzijde van de schacht loopt een opvallende verticale kam, de crista fibularis. Middenin is deze kam wat breder en heeft dus in zijaanzicht een min of meer ovale omtrek. De kam loopt helemaal naar het bovenvlak toe als een verlagende richel met erachter een kleine ruwe verheffing. Het voornaamste aderkanaal ligt op de achterkant van de schacht ter hoogte van de onderste helft van de crista fibularis. Onderaan is het scheenbeen overdwars driemaal zo breed als van voor naar achteren gemeten. De lengteas van deze verbreding maakt naar achteren en buiten een scherpe hoek met de as van de bovenste verbreding. De beenstijl die naar de buitenste verbreding loopt is in vooraanzicht breed en steekt verder naar onderen uit dan de scherpere stijl naar de binnenste verbreding. Van voor naar achter is de buitenste stijl echter dunner. Aan de buitenste voorzijde heeft deze stijl een ruw gegroefd facet voor het contact met het kuitbeen. De binnenste voorzijde toont een driehoekig facet voor de opgaande tak van het sprongbeen die ongeveer een achtste van de hoogte van het scheenbeen heeft. Dit facet heeft een verticale richel die in een groeve in de achterkant van de opgaande tak gepast zou hebben. Het facet wordt bovenaan begrensd door een overhangende opstaande rand die aan de binnenste onderkant van het scheenbeen begint en schuin naar boven en buiten uitloopt; over het bovenste derde deel is deze richel verticaal gericht.

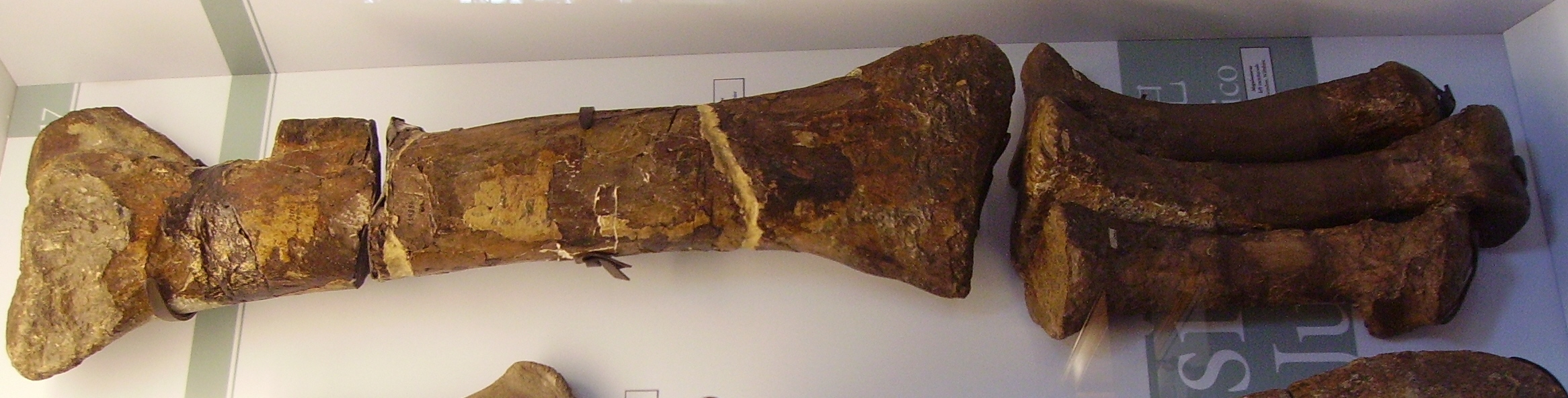
Het rechterscheenbeen en samengevoegde linkermiddenvoetsbeenderen

Van de middenvoetsbeenderen zijn alleen het tweede, derde en vierde bekend, waaraan de drie dragende tenen verbonden waren. Van het tweede middenvoetsbeen is de schacht in vooraanzicht recht, in zijaanzicht iets hol naar boven krommend. De dwarsdoorsnede is die van een afgeronde rechthoek. Het bovenstuk van het element, dat met de enkel articuleerde, is verbreed. Het bovenvlak van het gewricht is cirkelvormig met een afgevlakte kant waar het derde middenvoetsbeen geraakt wordt; deze zijde vormt een iets naar achteren gericht facet. Het facet heeft een brede lengtegroeve op middelste hoogte waarin een overeenkomende richel op het derde middenvoetsbeen paste. In deze vorm van articulatie is Megalosaurus uniek. De achterkant van het tweede middenvoetsbeen heeft iets boven het midden een brede lage verruwing in de lengterichting, alwaar het eerste middenvoetsbeen aangehecht was, waarvan de schacht vermoedelijk iets schuin naar achter gericht was, hoewel de klauw dan in neutrale positie niet grijpend was maar dezelfde achterwaartse oriëntatie als de andere voetklauwen innam. De onderste gewrichtsknobbels van het tweede middenvoetsbeen zijn gescheiden door een kloof aan de achterkant, waarbij de binnenste knobbel de grootste is. Aan beide zijden zijn putjes voor het gewrichtskapsel, waarvan het buitenste putje het diepste is.
De schacht van het derde middenvoetsbeen is recht. Ook hier is de dwarsdoorsnede die van een afgeronde rechthoek in plaats van trapeziumvormig, een basaal kenmerk. Het bovenvlak is weer verbreed maar nu rechthoekig en iets naar voren en buiten gericht. Aan de binnenkant bevindt zich de lengterichel die past in de groeve van het tweede middenvoetsbeen. De onderkant heeft geen knobbels maar vormt een enkelvoudig van voor naar achter afgerond gewrichtsvlak voor de articulatie met de derde, vermoedelijk grootste, teen. Dat maakte een krachtige afzet mogelijk zonder dat bij een onverhoopt zijdelings verzwikken een ernstige ontwrichting plaatsvond. De kapselputjes aan beide zijkanten zijn even groot.
Het vierde middenvoetsbeen is in zijaanzicht recht. In vooraanzicht is er een holle kromming naar buiten toe, vooral veroorzaakt door een sterke buitenste verbreding aan de bovenzijde; de dunnere benedenkant van de schacht is tamelijk recht. De achterzijde is vrijwel plat; dit geeft de schacht een meer ovale dwarsdoorsnede. De achterzijde heeft iets onder het midden een ovale verruwing waar wellicht het vijfde middenvoetsbeen aangehecht was; dit moet dan relatief lang geweest zijn. Het onderste uiteinde vormt een afgeplatte ovaal ingekeept door een overdwars hol facet voor het contact met het derde middenvoetsbeen. Het facet beslaat het onderste derde deel van de binnenzijde. De achterkant heeft aan de onderste buitenzijde een uitholling.

## Fylogenie
Megalosaurus werd in 1824 door Buckland als een sauriër gezien, een reptiel dat tot dezelfde groep als de hagedissen en krokodillen behoorde. In de decennia daarna trad in studies naar de bouw steeds meer de affiniteit met de krokodillen op de voorgrond, een gevolg van het feit dat zowel deze als Megalosaurus Archosauria waren — hoewel dat begrip zelf nog niet bestond. De feitelijk nog nauwere verwantschap met de vogels werd niet onderkend. In 1842 maakte Owen Megalosaurus een van de eerste drie bekende Dinosauria, naast Iguanodon en Hylaeosaurus. Megalosaurus werd zo iconisch voor Mesozoïsche Theropoda ofschoon ook dat concept nog niet bestond. In 1850 schiep prins Charles Lucien Bonaparte, werkend in Leiden, een aparte familie Megalosauridae waarvan Megalosaurus het typegenus was. Pas toen Othniel Charles Marsh in 1881 expliciet een Theropoda onderscheidde, kon een begin gemaakt worden met het bepalen van de verwantschap tussen de megalosauriden en andere theropode groepen. Een eeuw lang zou die verwantschap volstrekt onduidelijk blijven, evenals de vraag welke soorten nu eigenlijk de megalosauriden vormden. Omdat Megalosaurus de oudste bekende grote theropode was, werd hij beschouwd als een 'primitief' lid van de Carnosauria, de verzamelnaam voor alle theropoden met een meer aanzienlijke lichaamsomvang. Pas in de jaren tachtig van de twintigste eeuw zou de methode van de kladistiek het mogelijk maken de verwantschapsrelaties exact te berekenen. Megalosaurus bleek een basaal lid van de Tetanurae. Er bleek ook werkelijk een aparte aftakking te bestaan van verschillende direct aan Megalosaurus verwante vormen. De meeste daarvan waren Jurassische soorten uit Europa maar als zustersoort van Megalosaurus binnen een Megalosaurinae werd Torvosaurus gevonden, een roofsauriër uit het late Jura van Amerika.
Het volgende kladogram geeft de plaats van Megalosaurus in de evolutionaire stamboom volgens een analyse uit 2012.
|  | Eustreptospondylus |
|  |                    |

|  | Duriavenator                                                 |
|  |                                                              |
|  | \| \| Megalosaurus \| \| \| \| \| \| Torvosaurus \| \| \| \| |
|  |                                                              |
|  | Megalosaurus                                                 |
|  |                                                              |
|  | Torvosaurus                                                  |
|  |                                                              |

|  | Megalosaurus |
|  |              |
|  | Torvosaurus  |
|  |              |

|  | Dubreuillosaurus |
|  |                  |
|  | Magnosaurus      |
|  |                  |

|  | Leshansaurus   |
|  |                |
|  | Piveteausaurus |
|  |                |

|  | Dubreuillosaurus |
|  |                  |
|  | Magnosaurus      |
|  |                  |

|  | Leshansaurus   |
|  |                |
|  | Piveteausaurus |
|  |                |

|  | Duriavenator                                                 |
|  |                                                              |
|  | \| \| Megalosaurus \| \| \| \| \| \| Torvosaurus \| \| \| \| |
|  |                                                              |
|  | Megalosaurus                                                 |
|  |                                                              |
|  | Torvosaurus                                                  |
|  |                                                              |

|  | Megalosaurus |
|  |              |
|  | Torvosaurus  |
|  |              |

|  | Dubreuillosaurus |
|  |                  |
|  | Magnosaurus      |
|  |                  |

|  | Leshansaurus   |
|  |                |
|  | Piveteausaurus |
|  |                |

|  | Dubreuillosaurus |
|  |                  |
|  | Magnosaurus      |
|  |                  |

|  | Leshansaurus   |
|  |                |
|  | Piveteausaurus |
|  |                |

|  | Eustreptospondylus |
|  |                    |

|  | Duriavenator                                                 |
|  |                                                              |
|  | \| \| Megalosaurus \| \| \| \| \| \| Torvosaurus \| \| \| \| |
|  |                                                              |
|  | Megalosaurus                                                 |
|  |                                                              |
|  | Torvosaurus                                                  |
|  |                                                              |

|  | Megalosaurus |
|  |              |
|  | Torvosaurus  |
|  |              |

|  | Dubreuillosaurus |
|  |                  |
|  | Magnosaurus      |
|  |                  |

|  | Leshansaurus   |
|  |                |
|  | Piveteausaurus |
|  |                |

|  | Dubreuillosaurus |
|  |                  |
|  | Magnosaurus      |
|  |                  |

|  | Leshansaurus   |
|  |                |
|  | Piveteausaurus |
|  |                |

|  | Duriavenator                                                 |
|  |                                                              |
|  | \| \| Megalosaurus \| \| \| \| \| \| Torvosaurus \| \| \| \| |
|  |                                                              |
|  | Megalosaurus                                                 |
|  |                                                              |
|  | Torvosaurus                                                  |
|  |                                                              |

|  | Megalosaurus |
|  |              |
|  | Torvosaurus  |
|  |              |

|  | Dubreuillosaurus |
|  |                  |
|  | Magnosaurus      |
|  |                  |

|  | Leshansaurus   |
|  |                |
|  | Piveteausaurus |
|  |                |

|  | Dubreuillosaurus |
|  |                  |
|  | Magnosaurus      |
|  |                  |

|  | Leshansaurus   |
|  |                |
|  | Piveteausaurus |
|  |                |

|  | Eustreptospondylus |
|  |                    |

|  | Duriavenator                                                 |
|  |                                                              |
|  | \| \| Megalosaurus \| \| \| \| \| \| Torvosaurus \| \| \| \| |
|  |                                                              |
|  | Megalosaurus                                                 |
|  |                                                              |
|  | Torvosaurus                                                  |
|  |                                                              |

|  | Megalosaurus |
|  |              |
|  | Torvosaurus  |
|  |              |

|  | Dubreuillosaurus |
|  |                  |
|  | Magnosaurus      |
|  |                  |

|  | Leshansaurus   |
|  |                |
|  | Piveteausaurus |
|  |                |

|  | Dubreuillosaurus |
|  |                  |
|  | Magnosaurus      |
|  |                  |

|  | Leshansaurus   |
|  |                |
|  | Piveteausaurus |
|  |                |

|  | Duriavenator                                                 |
|  |                                                              |
|  | \| \| Megalosaurus \| \| \| \| \| \| Torvosaurus \| \| \| \| |
|  |                                                              |
|  | Megalosaurus                                                 |
|  |                                                              |
|  | Torvosaurus                                                  |
|  |                                                              |

|  | Megalosaurus |
|  |              |
|  | Torvosaurus  |
|  |              |

|  | Dubreuillosaurus |
|  |                  |
|  | Magnosaurus      |
|  |                  |

|  | Leshansaurus   |
|  |                |
|  | Piveteausaurus |
|  |                |

|  | Dubreuillosaurus |
|  |                  |
|  | Magnosaurus      |
|  |                  |

|  | Leshansaurus   |
|  |                |
|  | Piveteausaurus |
|  |                |

|  | Eustreptospondylus |
|  |                    |

|  | Duriavenator                                                 |
|  |                                                              |
|  | \| \| Megalosaurus \| \| \| \| \| \| Torvosaurus \| \| \| \| |
|  |                                                              |
|  | Megalosaurus                                                 |
|  |                                                              |
|  | Torvosaurus                                                  |
|  |                                                              |

|  | Megalosaurus |
|  |              |
|  | Torvosaurus  |
|  |              |

|  | Dubreuillosaurus |
|  |                  |
|  | Magnosaurus      |
|  |                  |

|  | Leshansaurus   |
|  |                |
|  | Piveteausaurus |
|  |                |

|  | Dubreuillosaurus |
|  |                  |
|  | Magnosaurus      |
|  |                  |

|  | Leshansaurus   |
|  |                |
|  | Piveteausaurus |
|  |                |

|  | Duriavenator                                                 |
|  |                                                              |
|  | \| \| Megalosaurus \| \| \| \| \| \| Torvosaurus \| \| \| \| |
|  |                                                              |
|  | Megalosaurus                                                 |
|  |                                                              |
|  | Torvosaurus                                                  |
|  |                                                              |

|  | Megalosaurus |
|  |              |
|  | Torvosaurus  |
|  |              |

|  | Dubreuillosaurus |
|  |                  |
|  | Magnosaurus      |
|  |                  |

|  | Leshansaurus   |
|  |                |
|  | Piveteausaurus |
|  |                |

|  | Dubreuillosaurus |
|  |                  |
|  | Magnosaurus      |
|  |                  |

|  | Leshansaurus   |
|  |                |
|  | Piveteausaurus |
|  |                |

|  | Eustreptospondylus |
|  |                    |

|  | Duriavenator                                                 |
|  |                                                              |
|  | \| \| Megalosaurus \| \| \| \| \| \| Torvosaurus \| \| \| \| |
|  |                                                              |
|  | Megalosaurus                                                 |
|  |                                                              |
|  | Torvosaurus                                                  |
|  |                                                              |

|  | Megalosaurus |
|  |              |
|  | Torvosaurus  |
|  |              |

|  | Dubreuillosaurus |
|  |                  |
|  | Magnosaurus      |
|  |                  |

|  | Leshansaurus   |
|  |                |
|  | Piveteausaurus |
|  |                |

|  | Dubreuillosaurus |
|  |                  |
|  | Magnosaurus      |
|  |                  |

|  | Leshansaurus   |
|  |                |
|  | Piveteausaurus |
|  |                |

|  | Duriavenator                                                 |
|  |                                                              |
|  | \| \| Megalosaurus \| \| \| \| \| \| Torvosaurus \| \| \| \| |
|  |                                                              |
|  | Megalosaurus                                                 |
|  |                                                              |
|  | Torvosaurus                                                  |
|  |                                                              |

|  | Megalosaurus |
|  |              |
|  | Torvosaurus  |
|  |              |

|  | Dubreuillosaurus |
|  |                  |
|  | Magnosaurus      |
|  |                  |

|  | Leshansaurus   |
|  |                |
|  | Piveteausaurus |
|  |                |

|  | Dubreuillosaurus |
|  |                  |
|  | Magnosaurus      |
|  |                  |

|  | Leshansaurus   |
|  |                |
|  | Piveteausaurus |
|  |                |

|  | Eustreptospondylus |
|  |                    |

|  | Duriavenator                                                 |
|  |                                                              |
|  | \| \| Megalosaurus \| \| \| \| \| \| Torvosaurus \| \| \| \| |
|  |                                                              |
|  | Megalosaurus                                                 |
|  |                                                              |
|  | Torvosaurus                                                  |
|  |                                                              |

|  | Megalosaurus |
|  |              |
|  | Torvosaurus  |
|  |              |

|  | Dubreuillosaurus |
|  |                  |
|  | Magnosaurus      |
|  |                  |

|  | Leshansaurus   |
|  |                |
|  | Piveteausaurus |
|  |                |

|  | Dubreuillosaurus |
|  |                  |
|  | Magnosaurus      |
|  |                  |

|  | Leshansaurus   |
|  |                |
|  | Piveteausaurus |
|  |                |

|  | Duriavenator                                                 |
|  |                                                              |
|  | \| \| Megalosaurus \| \| \| \| \| \| Torvosaurus \| \| \| \| |
|  |                                                              |
|  | Megalosaurus                                                 |
|  |                                                              |
|  | Torvosaurus                                                  |
|  |                                                              |

|  | Megalosaurus |
|  |              |
|  | Torvosaurus  |
|  |              |

|  | Dubreuillosaurus |
|  |                  |
|  | Magnosaurus      |
|  |                  |

|  | Leshansaurus   |
|  |                |
|  | Piveteausaurus |
|  |                |

|  | Dubreuillosaurus |
|  |                  |
|  | Magnosaurus      |
|  |                  |

|  | Leshansaurus   |
|  |                |
|  | Piveteausaurus |
|  |                |

|  | Eustreptospondylus |
|  |                    |

|  | Duriavenator                                                 |
|  |                                                              |
|  | \| \| Megalosaurus \| \| \| \| \| \| Torvosaurus \| \| \| \| |
|  |                                                              |
|  | Megalosaurus                                                 |
|  |                                                              |
|  | Torvosaurus                                                  |
|  |                                                              |

|  | Megalosaurus |
|  |              |
|  | Torvosaurus  |
|  |              |

|  | Dubreuillosaurus |
|  |                  |
|  | Magnosaurus      |
|  |                  |

|  | Leshansaurus   |
|  |                |
|  | Piveteausaurus |
|  |                |

|  | Dubreuillosaurus |
|  |                  |
|  | Magnosaurus      |
|  |                  |

|  | Leshansaurus   |
|  |                |
|  | Piveteausaurus |
|  |                |

|  | Duriavenator                                                 |
|  |                                                              |
|  | \| \| Megalosaurus \| \| \| \| \| \| Torvosaurus \| \| \| \| |
|  |                                                              |
|  | Megalosaurus                                                 |
|  |                                                              |
|  | Torvosaurus                                                  |
|  |                                                              |

|  | Megalosaurus |
|  |              |
|  | Torvosaurus  |
|  |              |

|  | Dubreuillosaurus |
|  |                  |
|  | Magnosaurus      |
|  |                  |

|  | Leshansaurus   |
|  |                |
|  | Piveteausaurus |
|  |                |

|  | Dubreuillosaurus |
|  |                  |
|  | Magnosaurus      |
|  |                  |

|  | Leshansaurus   |
|  |                |
|  | Piveteausaurus |
|  |                |

|  | Eustreptospondylus |
|  |                    |

|  | Duriavenator                                                 |
|  |                                                              |
|  | \| \| Megalosaurus \| \| \| \| \| \| Torvosaurus \| \| \| \| |
|  |                                                              |
|  | Megalosaurus                                                 |
|  |                                                              |
|  | Torvosaurus                                                  |
|  |                                                              |

|  | Megalosaurus |
|  |              |
|  | Torvosaurus  |
|  |              |

|  | Dubreuillosaurus |
|  |                  |
|  | Magnosaurus      |
|  |                  |

|  | Leshansaurus   |
|  |                |
|  | Piveteausaurus |
|  |                |

|  | Dubreuillosaurus |
|  |                  |
|  | Magnosaurus      |
|  |                  |

|  | Leshansaurus   |
|  |                |
|  | Piveteausaurus |
|  |                |

|  | Duriavenator                                                 |
|  |                                                              |
|  | \| \| Megalosaurus \| \| \| \| \| \| Torvosaurus \| \| \| \| |
|  |                                                              |
|  | Megalosaurus                                                 |
|  |                                                              |
|  | Torvosaurus                                                  |
|  |                                                              |

|  | Megalosaurus |
|  |              |
|  | Torvosaurus  |
|  |              |

|  | Dubreuillosaurus |
|  |                  |
|  | Magnosaurus      |
|  |                  |

|  | Leshansaurus   |
|  |                |
|  | Piveteausaurus |
|  |                |

|  | Dubreuillosaurus |
|  |                  |
|  | Magnosaurus      |
|  |                  |

|  | Leshansaurus   |
|  |                |
|  | Piveteausaurus |
|  |                |

## Levenswijze
De fossielen van Megalosaurus zijn gevonden in lagen afgezet aan de noordwestkust van een groot eiland, het Anglo-Brabants Massief. Volgens Benson duiden fragmenten gevonden in de verschillende formaties van dat eiland erop dat Megalosaurus het meest voorkomende roofdier was van zijn leefgebied en gezien zijn grootte vermoedelijk de niche van de in de top van de voedselketen staande apexpredator vulde. Het feit dat de sauropode Cetiosaurus wel op het Anglo-Brabants Massief voorkwam maar niet op het Franse Massief van Armorica, ziet Benson als een teken dat de faunae van deze eilanden gescheiden waren en de fragmentarische resten van grote theropoden op het Massief van Armorica niet aan Megalosaurus toebehoren. Cetiosaurus kan ook een van de prooien van Megalosaurus gevormd hebben. De stevige bouw van Megalosaurus kan dan een aanpassing geweest zijn aan het aanvallen van zeer zware prooidieren, een verband dat ook aangenomen is tussen de nog zwaardere bouw van Torvosaurus en de gigantische omvang van Supersaurus. Andere mogelijke prooidieren bestonden vermoedelijk uit Stegosauria en kleine Euornithopoda.